# Moffans-et-Vacheresse
Moffans-et-Vacheresse est une commune française située dans le département de la Haute-Saône, la région culturelle et historique de Franche-Comté et la région administrative Bourgogne-Franche-Comté.

## Géographie

### Localisation
Moffans-et-Vacheresse est située dans le nord-est de la Bourgogne-Franche-Comté. Dans le département de la Haute-Saône, non loin du Territoire de Belfort et du Doubs.
La commune de Moffans-et-Vacheresse est située dans le triangle Lure (10 km) Héricourt (22 km) Villersexel (14 km).

### Topographie

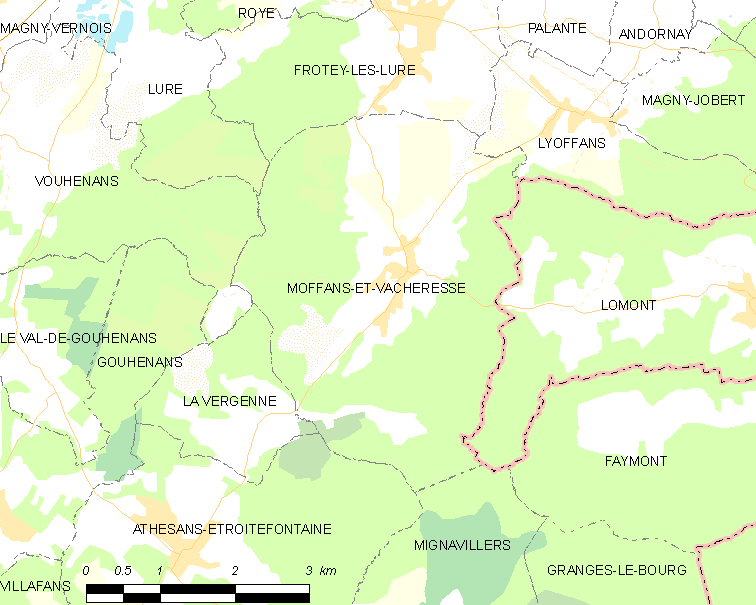
Le territoire communal dans son contexte local.

Le village s'est installé sur un territoire caractérisé par la présence de vastes plaines vallonnées avec quelques petites collines arrondies et aplaties.
Deux vallées se rejoignent sur le lieu. Un plateau à l'est, une plaine au nord.

### Géologie
Moffans-et-Vacheresse est construite sur le plateau de Haute-Saône dans la dépression sous-vosgienne et s'appuie sur le versant méridional du massif des Vosges. Elle est située à la limite entre le bassin houiller keupérien de Haute-Saône et le bassin houiller sous-vosgien.
Une carrière existait sur la colline « Rougemont » située entre les villages de Moffans et Lyoffans.

Carrière en Rougemont.
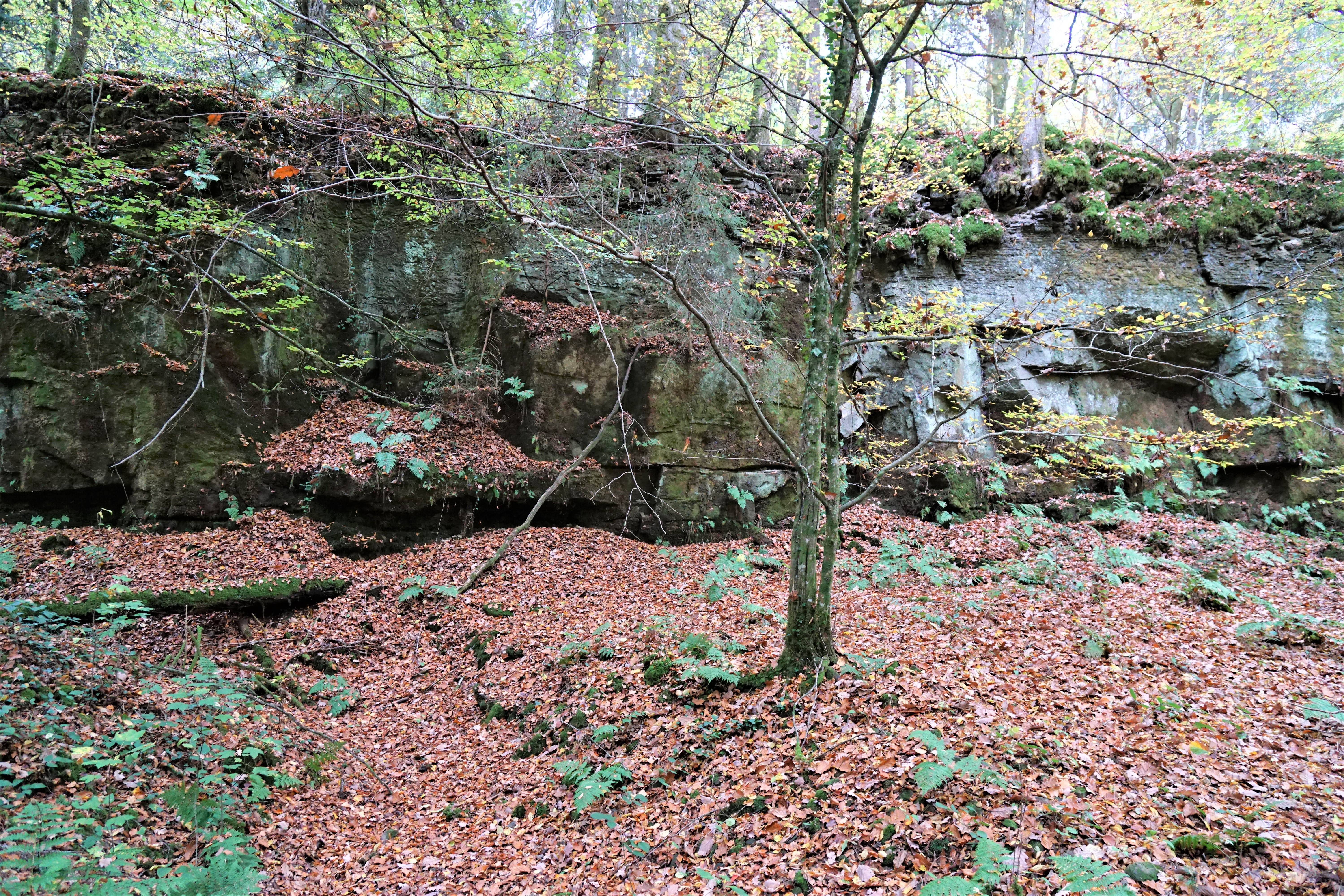
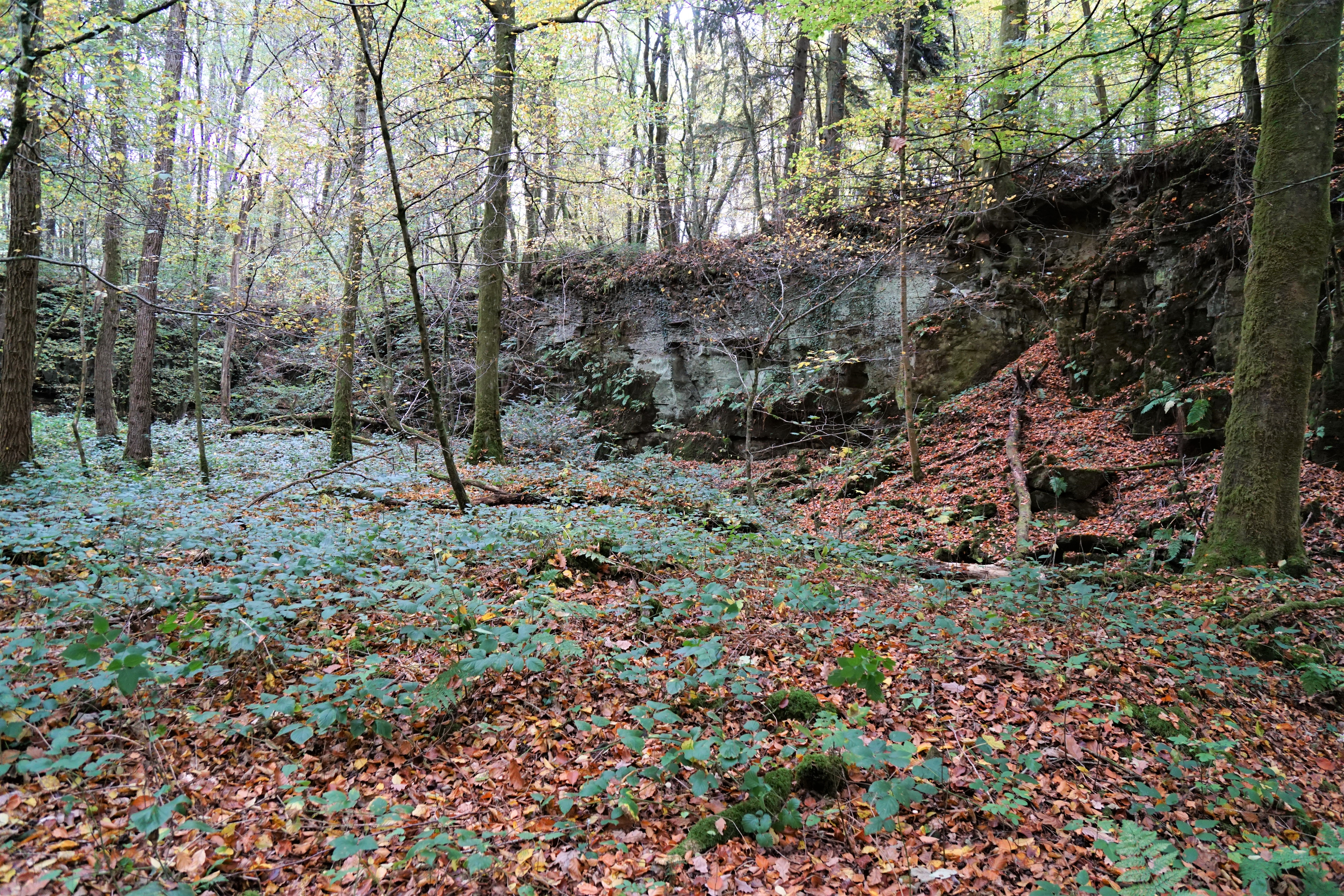
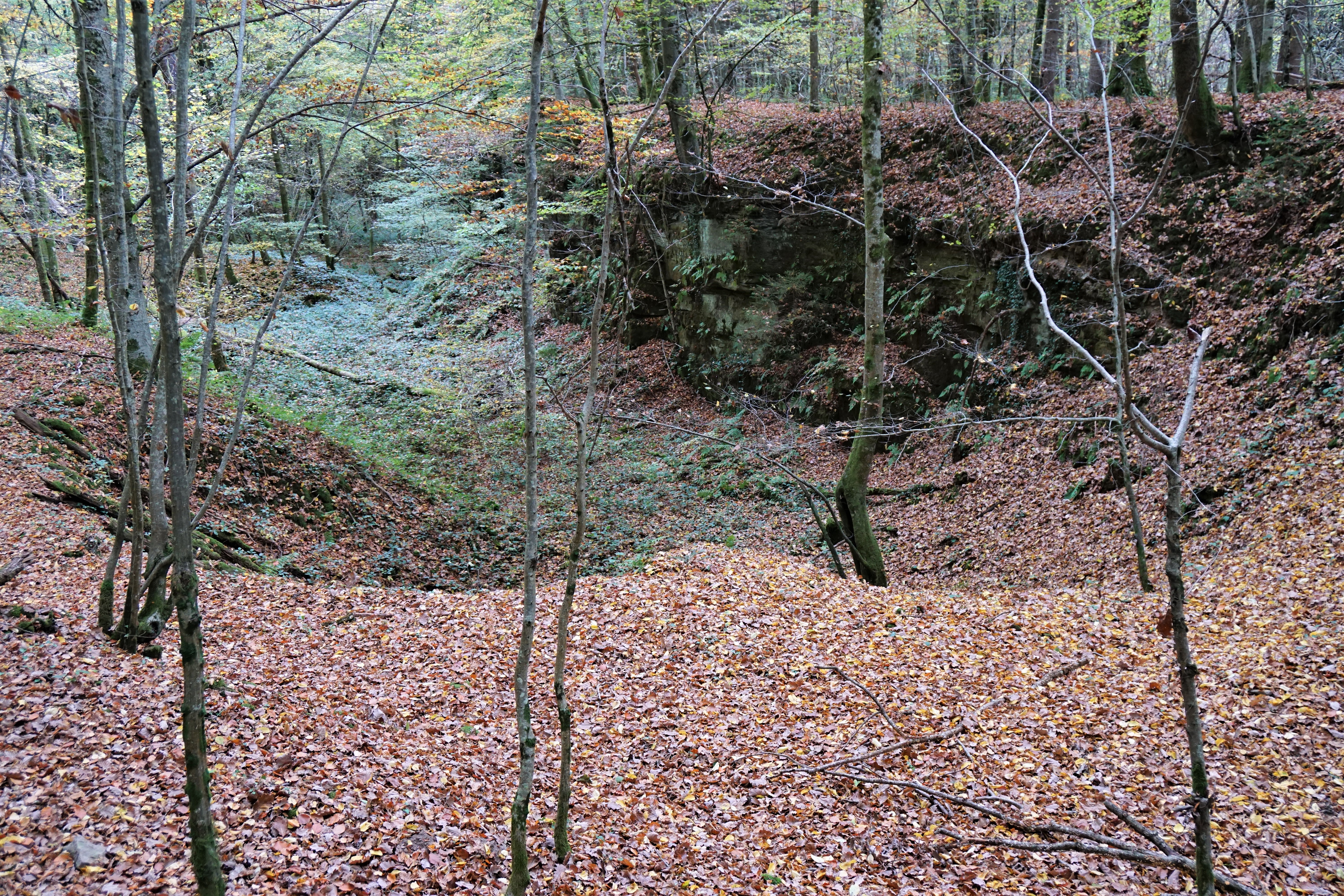

### Hydrographie
Le Rognon coule du nord-est au sud-ouest. Trois étangs sont dans les environs.

### Climat
Pour des articles plus généraux, voir Climat de la Bourgogne-Franche-Comté et Climat de la Haute-Saône.
En 2010, le climat de la commune est de type climat de montagne, selon une étude du Centre national de la recherche scientifique s'appuyant sur une série de données couvrant la période 1971-2000. En 2020, Météo-France publie une typologie des climats de la France métropolitaine dans laquelle la commune est exposée à un climat semi-continental et est dans la région climatique  Lorraine, plateau de Langres, Morvan, caractérisée par un hiver rude (1,5 °C), des vents modérés et des brouillards fréquents en automne et hiver.
Pour la période 1971-2000, la température annuelle moyenne est de 10 °C, avec une amplitude thermique annuelle de 17,1 °C. Le cumul annuel moyen de précipitations est de 1 210 mm, avec 13,2 jours de précipitations en janvier et 10,2 jours en juillet. Pour la période 1991-2020, la température moyenne annuelle observée sur la station météorologique de Météo-France la plus proche, « Étobon », sur la commune d'Étobon à 10 km à vol d'oiseau, est de 10,7 °C et le cumul annuel moyen de précipitations est de 1 272,5 mm. 
La température maximale relevée sur cette station est de 38,5 °C, atteinte le 24 juillet 2019 ; la température minimale est de −18 °C, atteinte le 1er mars 2005,,.
Les paramètres climatiques de la commune ont été estimés pour le milieu du siècle (2041-2070) selon différents scénarios d'émission de gaz à effet de serre à partir des nouvelles projections climatiques de référence DRIAS-2020. Ils sont consultables sur un site dédié publié par Météo-France en novembre 2022.

## Urbanisme

### Typologie
Au 1er janvier 2024, Moffans-et-Vacheresse est catégorisée commune rurale à habitat dispersé, selon la nouvelle grille communale de densité à sept niveaux définie par l'Insee en 2022.
Elle est située hors unité urbaine. Par ailleurs la commune fait partie de l'aire d'attraction de Montbéliard, dont elle est une commune de la couronne,. Cette aire, qui regroupe 137 communes, est catégorisée dans les aires de 50 000 à moins de 200 000 habitants,.

### Occupation des sols
L'occupation des sols de la commune, telle qu'elle ressort de la base de données européenne d’occupation biophysique des sols Corine Land Cover (CLC), est marquée par l'importance des forêts et milieux semi-naturels (61,4 % en 2018), une proportion sensiblement équivalente à celle de 1990 (61,3 %). La répartition détaillée en 2018 est la suivante : 
forêts (59,7 %), prairies (21,4 %), terres arables (8,5 %), zones agricoles hétérogènes (6 %), zones urbanisées (2,7 %), milieux à végétation arbustive et/ou herbacée (1,7 %). L'évolution de l’occupation des sols de la commune et de ses infrastructures peut être observée sur les différentes représentations cartographiques du territoire : la carte de Cassini (XVIIIe siècle), la carte d'état-major (1820-1866) et les cartes ou photos aériennes de l'IGN pour la période actuelle (1950 à aujourd'hui).

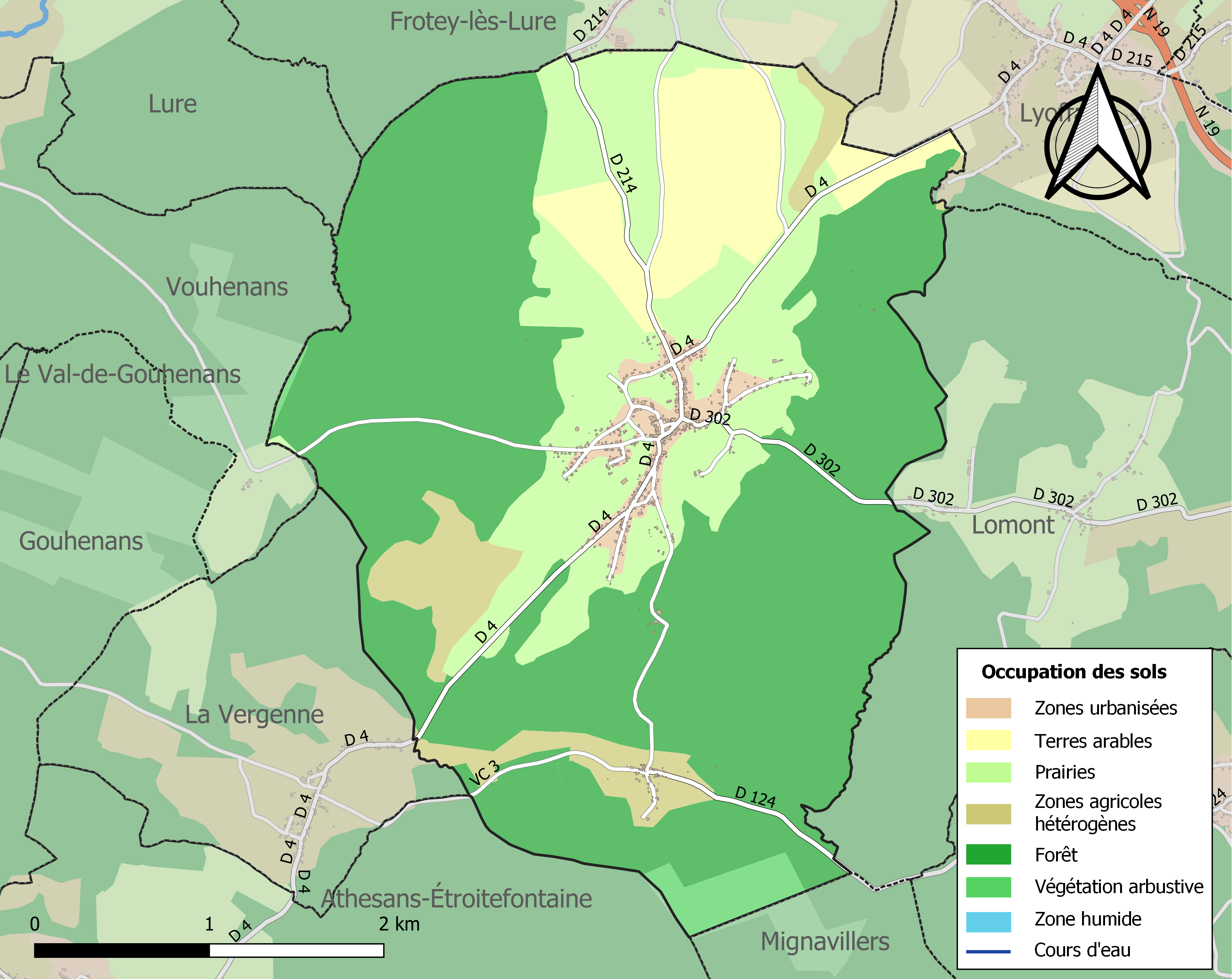
Carte des infrastructures et de l'occupation des sols de la commune en 2018 (CLC).

### Projet d'aménagement et paysage
La commune fait partie du plan local d'urbanisme intercommunal (PLUi) de la communauté de communes du pays de Lure (CCPL), document d'urbanisme de référence pour la commune et toute l'intercommunalité approuvé le 26 juin 2018. Moffans-et-Vacheresse fait également partie du SCOT du pays des Vosges saônoises, un projet de territoire visant à mettre en cohérence l'ensemble des politiques sectorielles, notamment en matière d’habitat, de mobilité, d’aménagement commercial, d’environnement et de paysage.

### Voies de communication et transports
Moffans-et-Vacheresse est un village rural, ce qui implique une faible connexion aux réseaux de transport. Cependant, la proximité de Lure, et de la conurbation de Belfort-Montbéliard permet une offre de transport hors de la commune plutôt bonne.

## Toponymie
Le nom de la localité est attesté sous les formes Mamophans en 1150, Mofens en 1175, puis Mofans en 1344 et enfin Moffans avec la graphie actuelle en 1375.
Il s'agit d'une formation toponymique en -ans, du haut Moyen Âge caractéristique de la colonisation germanique. Il est issu du germanique -ingen, romanisé en -ingos, il explique la plupart des finales en -ans de la région. Le premier élément est peut-être l'anthroponyme germanique *Mamulf.

## Histoire

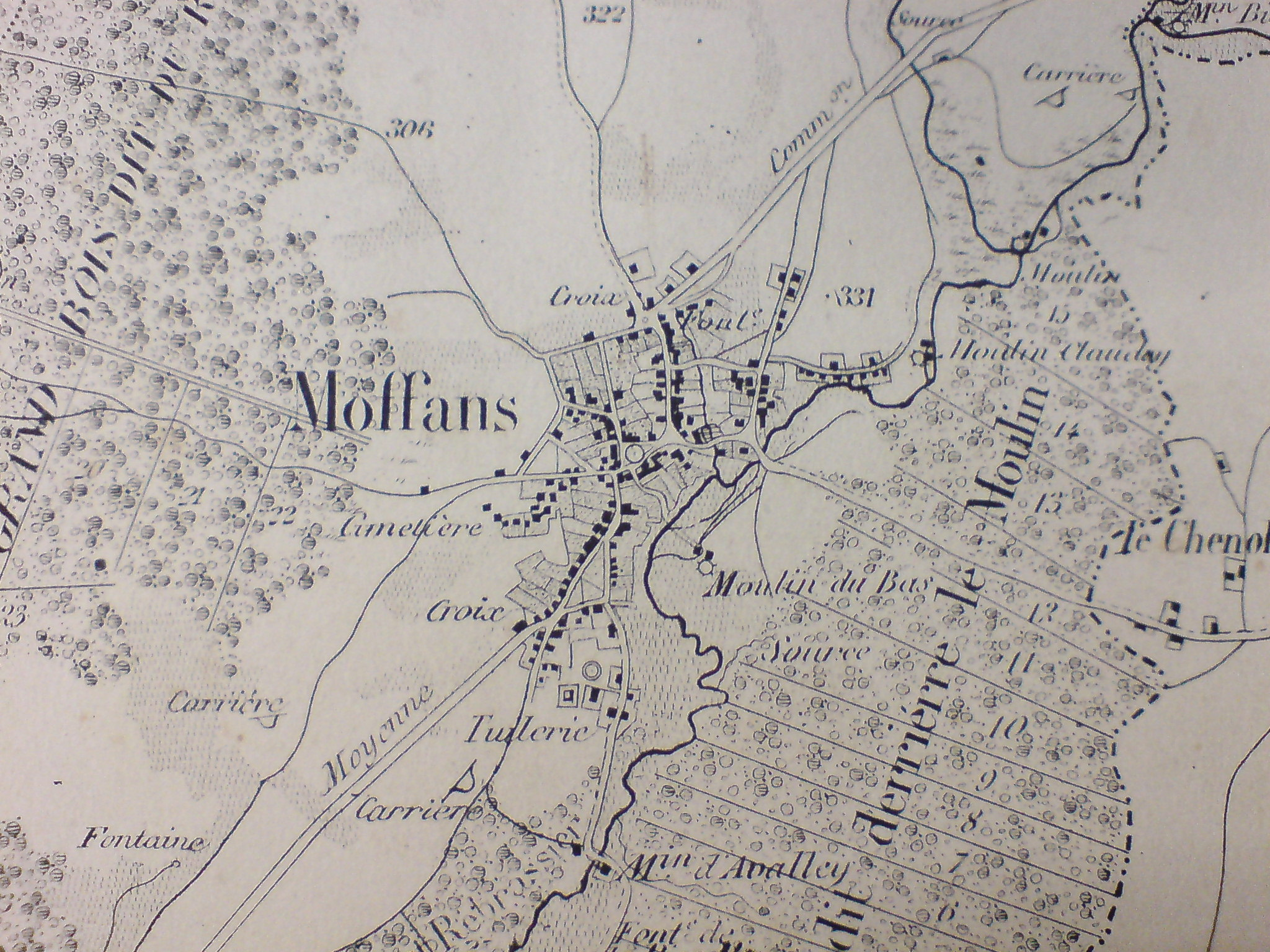
Moffans sur l'atlas cantonal des communes de Haute-Saône.

Des traces d'une voie romaine passant de Luxeuil à Mandeure.
La concession de Lomont d'une superficie de 2 336 ha est accordée en juillet 1904 pour l'exploitation de la houille du Stéphanien. Mais il n'y a aucune extraction de charbon en raison du manque de moyen techniques pour l'extraction du gisement situé à plus d'un kilomètre sous terre,.
Le village est libéré par la 1re DFL le 27 octobre 1944. Une stèle située sur la commune voisine de Lyoffans a été érigée en l'honneur des libérateurs.

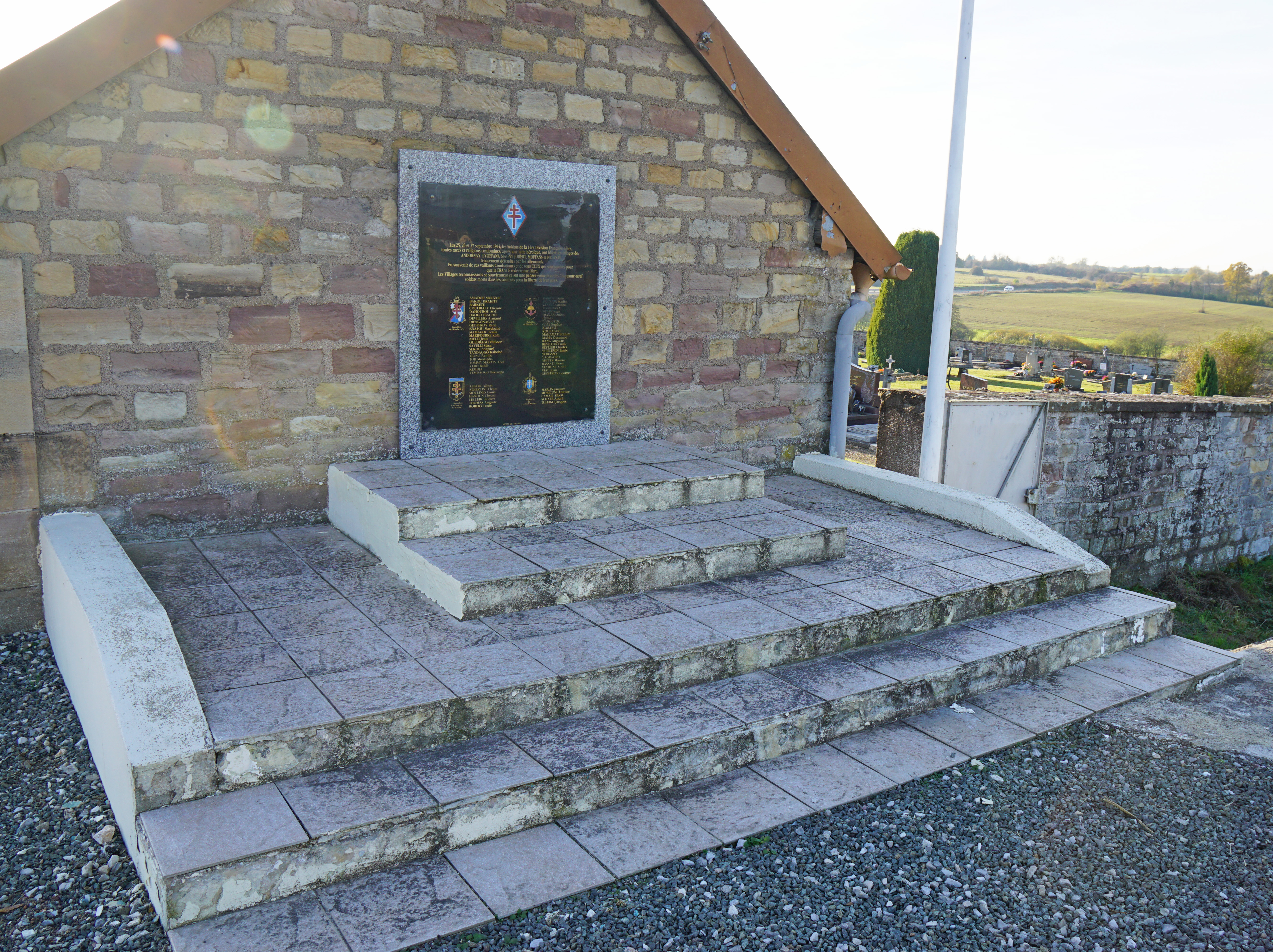
Stèle de la Libération à Lyoffans.
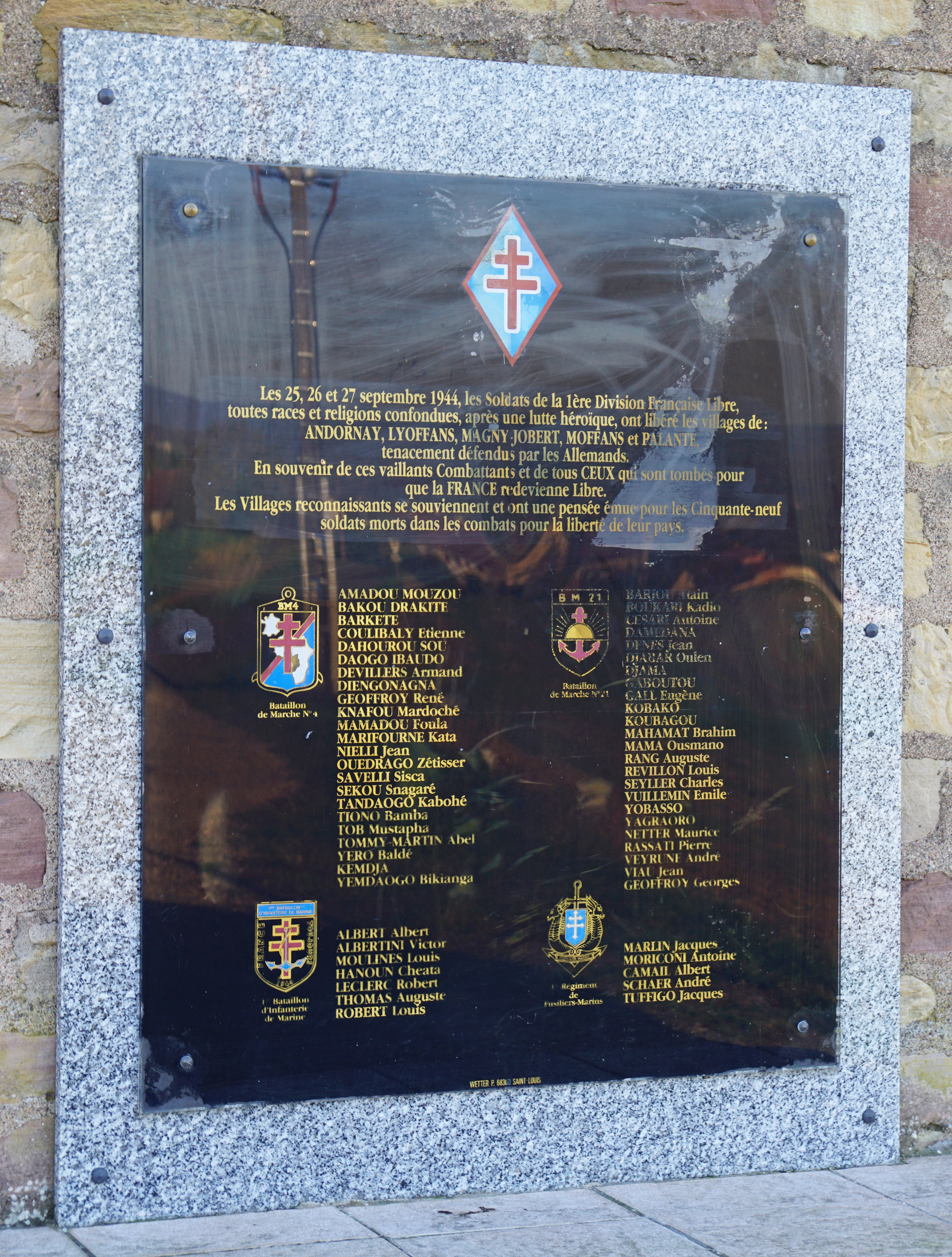

## Politique et administration

### Rattachements administratifs et électoraux

Carte départementale représentant en rouge la communauté de communes du Pays de Lure.

La commune fait partie de l'arrondissement de Lure du département de la Haute-Saône. Pour l'élection des députés, elle fait partie de la deuxième circonscription de la Haute-Saône.
Elle faisait partie de 1801 à 1985 du canton de Lure. Celui-ci a été scindé par le décret du 31 janvier 1985 et la commune rattachée au canton de Lure-Sud. Dans le cadre du redécoupage cantonal de 2014 en France, la commune fait désormais partie du canton de Lure-2.
La commune de Malbouhans fait  partie du ressort du tribunal d'instance, du conseil de prud'hommes et du tribunal paritaire des baux ruraux de Lure, du tribunal de grande instance, du tribunal de commerce et de la cour d'assises de Vesoul, du tribunal des affaires de Sécurité sociale du Territoire de Belfort et de la cour d'appel de Besançon.
Dans l'ordre administratif, elle relève du tribunal administratif de Besançon et de la cour administrative d'appel de Nancy,.

### Intercommunalité
La commune fait partie de la communauté de communes du pays de Lure (CCPL), intercommunalité créée en 1998 et dont le territoire est progressivement passé de 8 communes à l'origine à 24 communes en 2016.

### Liste des maires

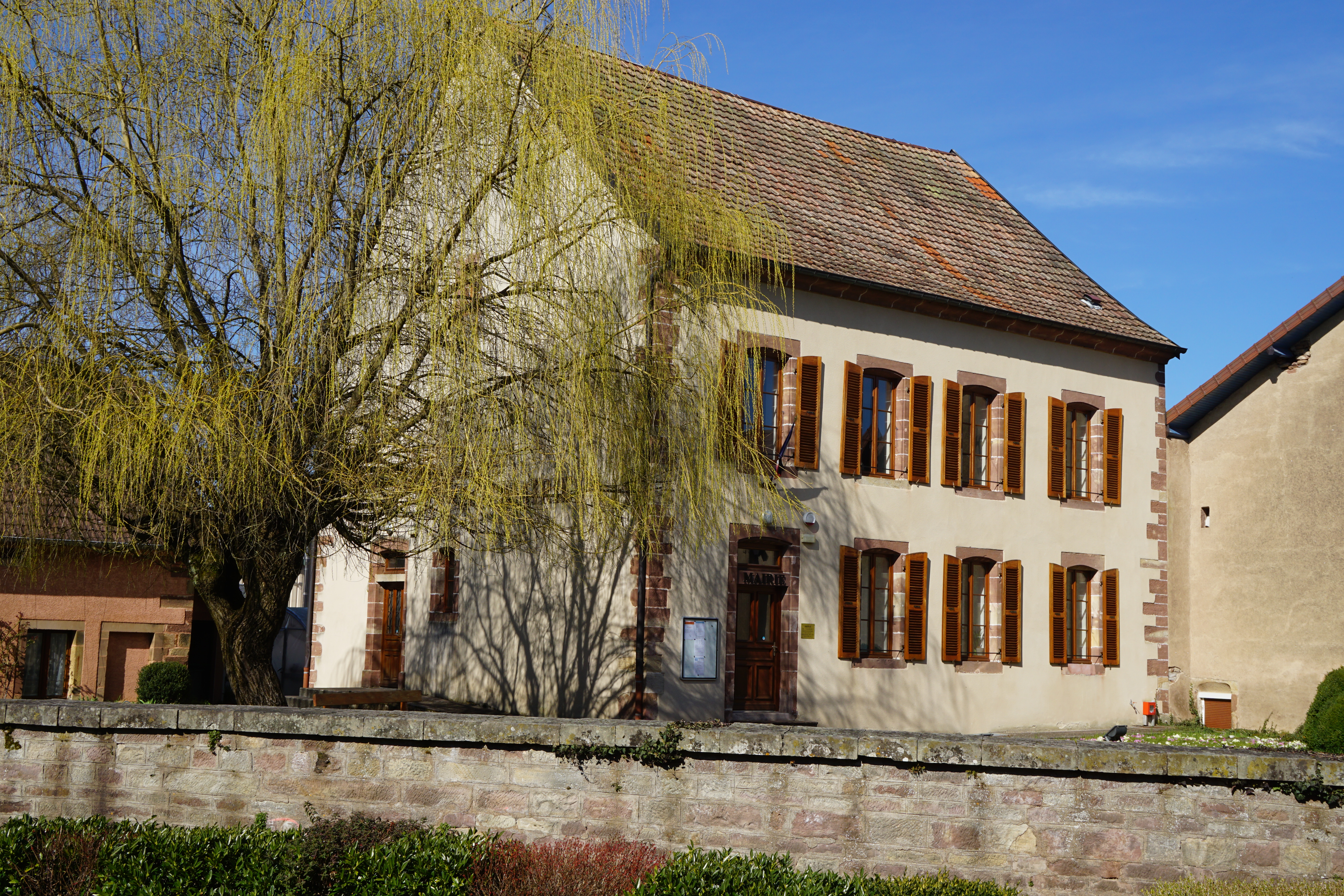
La mairie.

| Période                                  | Période      | Identité        | Étiquette | Qualité                        |
| ---------------------------------------- | ------------ | --------------- | --------- | ------------------------------ |
| Les données manquantes sont à compléter. |              |                 |           |                                |
| 1983                                     | octobre 2012 | Bernard Menigoz | PS        | Démissionnaire                 |
| octobre 2012                             | en cours     | Pierre Thomas   | DVD       | Réélu pour le mandat 2020-2026 |

### Politique environnementale
Depuis 1972, le fleurissement a commencé, le village faisait alors figure de précurseur dans le secteur. Il a été récompensé par le classement national « 4 fleurs » en 1985, et a conservé ce classement depuis cette date, et il est également une étape de la Route des Villages Fleuris[réf. nécessaire].

## Population et société

### Évolutions démographiques
On dénombrait 48 ménages en 1614. En 2022, la commune de Moffans-et-Vacheresse comptait 613 habitants. À partir du XXIe siècle, les recensements réels des communes de moins de 10 000 habitants ont lieu tous les cinq ans. Les autres « recensements » sont des estimations.
| 1793 | 1800 | 1806 | 1821 | 1831  | 1836  | 1841  | 1846  | 1851  |
| ---- | ---- | ---- | ---- | ----- | ----- | ----- | ----- | ----- |
| 595  | 642  | 669  | 845  | 1 030 | 1 021 | 1 007 | 1 015 | 1 008 |

| 1856 | 1861 | 1866 | 1872 | 1876 | 1881 | 1886 | 1891 | 1896 |
| ---- | ---- | ---- | ---- | ---- | ---- | ---- | ---- | ---- |
| 842  | 888  | 936  | 798  | 813  | 794  | 819  | 728  | 690  |

| 1901 | 1906 | 1911 | 1921 | 1926 | 1931 | 1936 | 1946 | 1954 |
| ---- | ---- | ---- | ---- | ---- | ---- | ---- | ---- | ---- |
| 621  | 628  | 565  | 486  | 535  | 505  | 468  | 446  | 476  |

| 1962 | 1968 | 1975 | 1982 | 1990 | 1999 | 2004 | 2006 | 2009 |
| ---- | ---- | ---- | ---- | ---- | ---- | ---- | ---- | ---- |
| 481  | 454  | 554  | 555  | 549  | 531  | 556  | 570  | 625  |

| 2014 | 2019 | 2022 | - | - | - | - | - | - |
| ---- | ---- | ---- | - | - | - | - | - | - |
| 629  | 620  | 613  | - | - | - | - | - | - |

### Enseignement
De manière générale, Moffans-et-Vacheresse dépend de l'académie de Besançon et dispose d'un pôle éducatif, le Pré au Cœur, qu'elle partage avec les communes de Frotey-lès-Lure, Faymont et Lomont,.

Pôle éducatif du Pré au Cœur
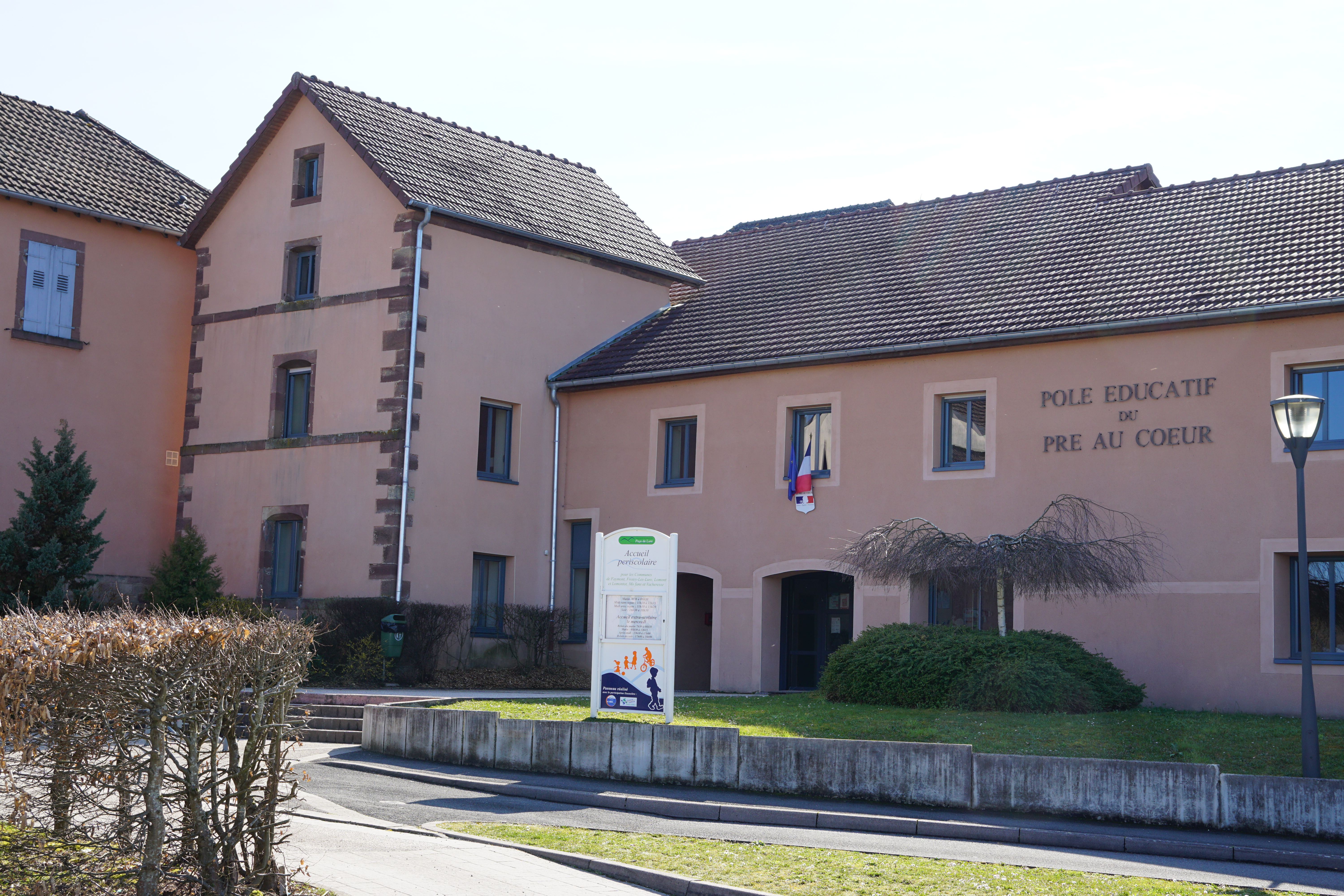
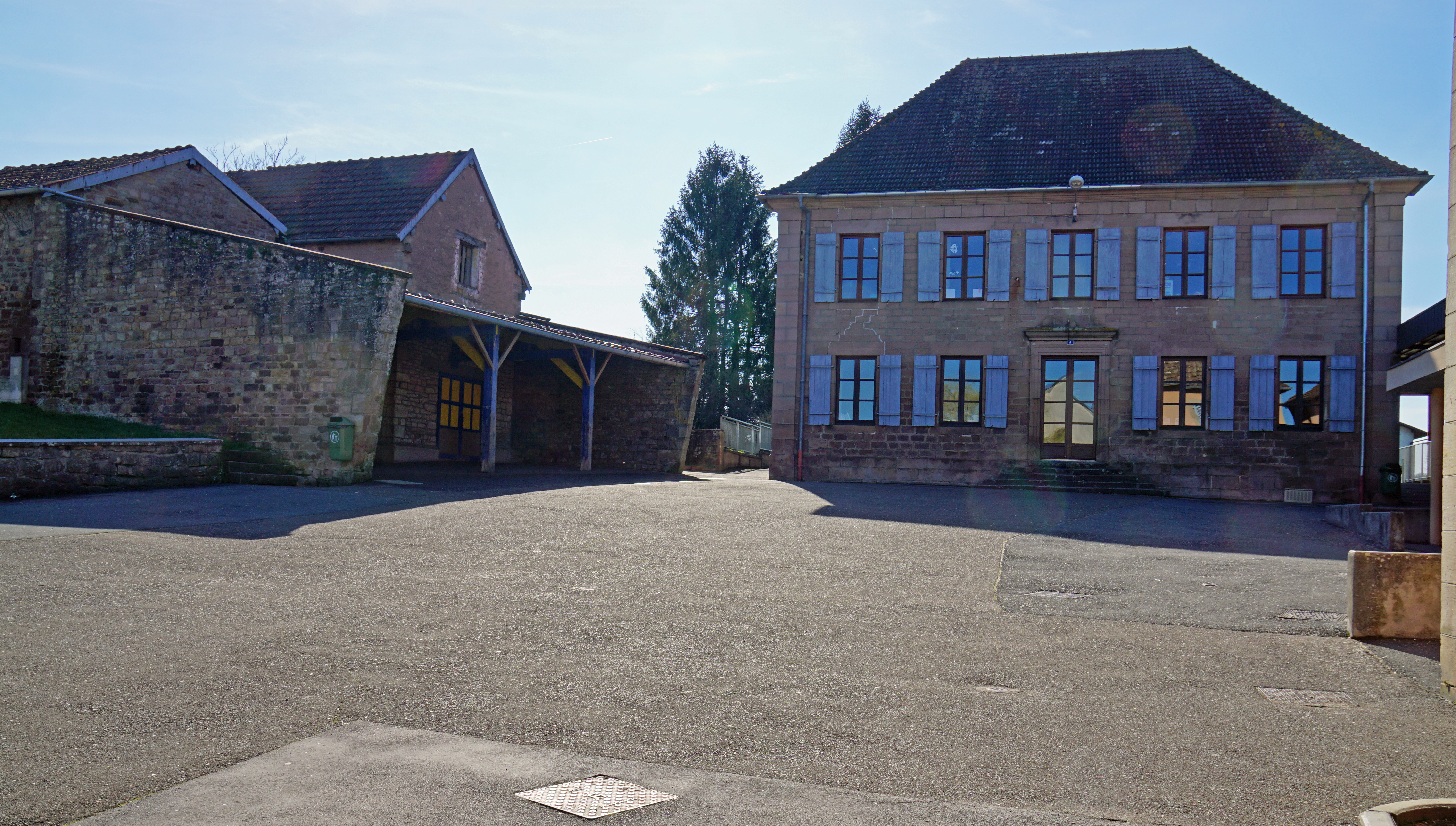
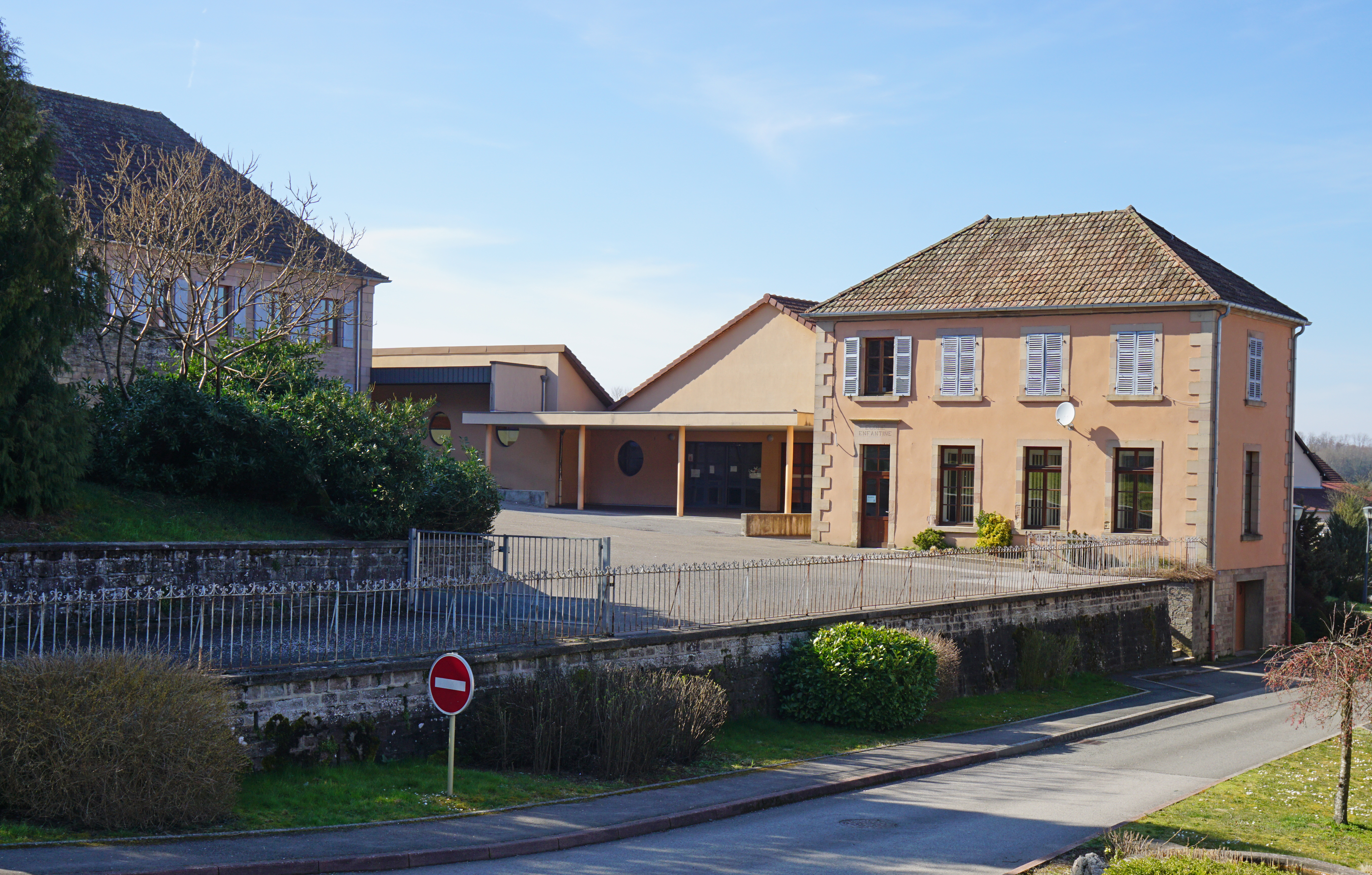

Pour les niveaux de scolarisation des collégiens et des lycéens, le collège A.-Jacquard et le lycée G-Colomb de Lure sont les établissements privilégiés.

### Santé
Il n'existe aucune infrastructure de santé ou de médecins au sein du village, ni dans les communes limitrophes. L'hôpital le plus proche étant celui de Lure, de plus en plus désinvestis par les services publics au profit de celui de Vesoul, il n'est pas exclu qu'à moyen terme, Moffans-et-Vacheresse se trouve dans un désert médical, contraignant à la fréquentation de l'hôpital Nord Franche-Comté situé à Trévenans, dans le sud du Territoire de Belfort (département voisin),.

### Services
Hormis un garage de pompier et les services assurés par la mairie comme une agence postale communale, la commune n'a aucun service public sur son territoire. L'ensemble des services publics sont disponibles à Lure, qui concentre le Pôle emploi, EDF, les impôts, la justice ou la bibliothèque, médiathèque et espace culturels.

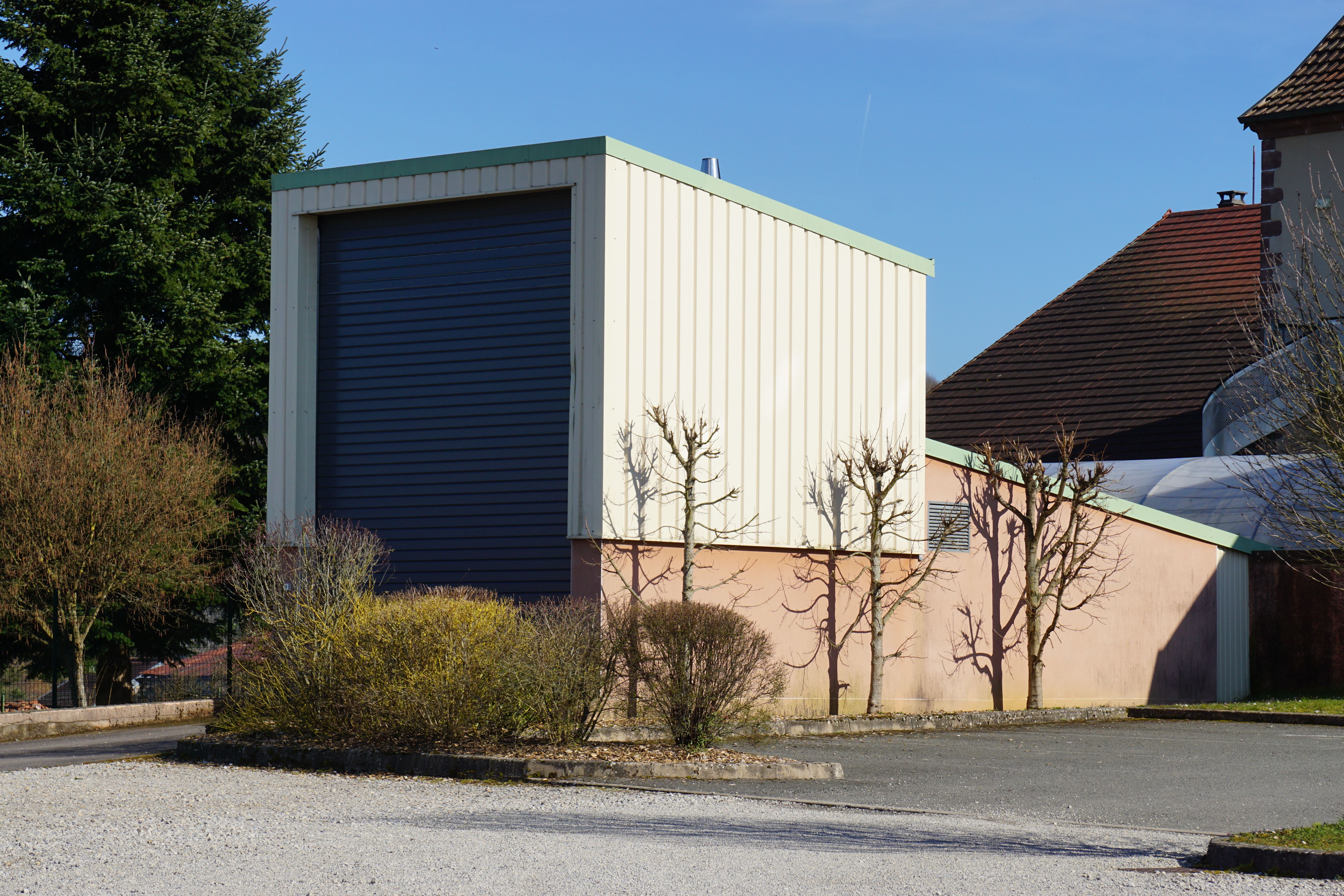
Chaufferie bois.
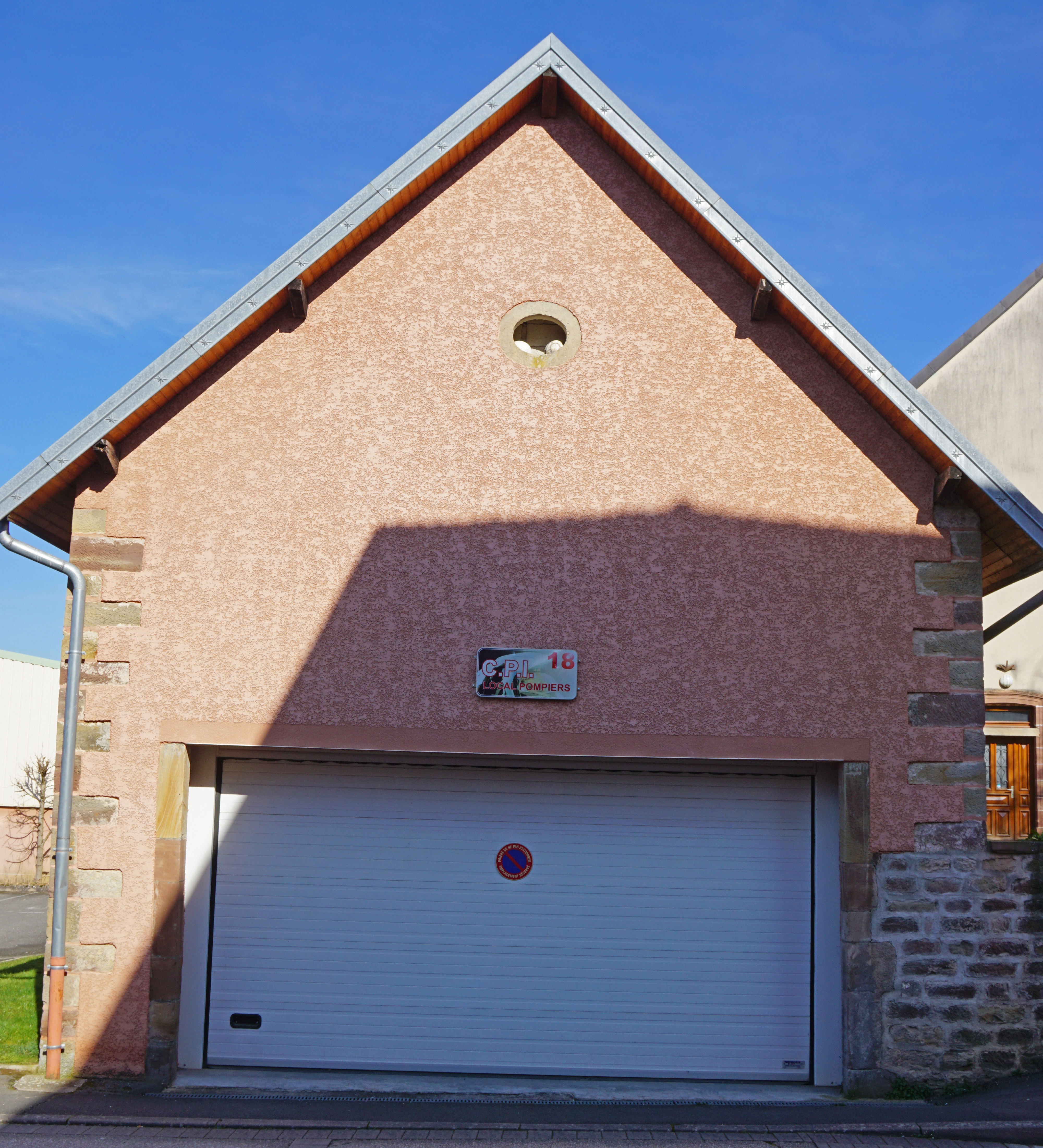
La remise des pompiers.
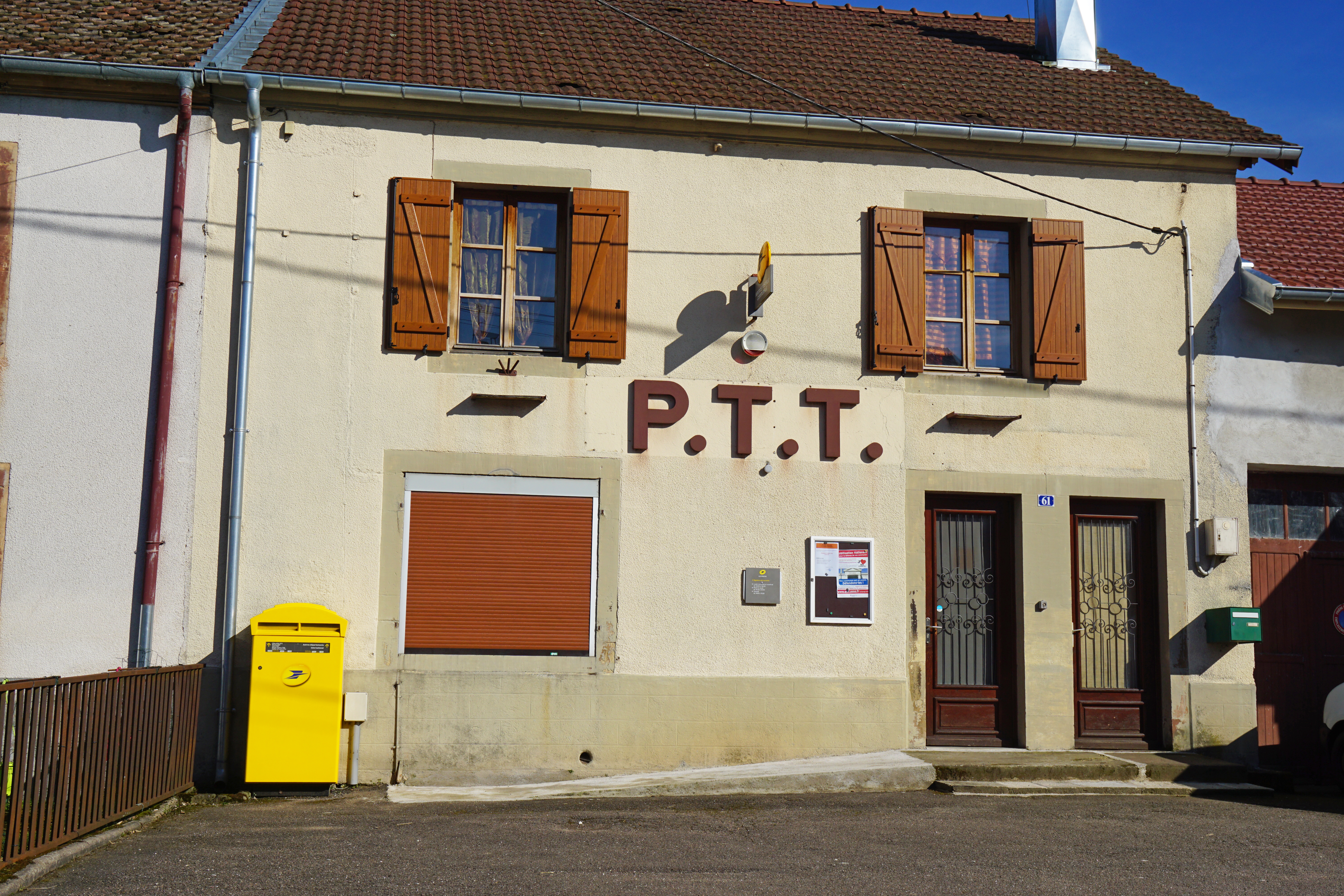
Le bureau de poste.
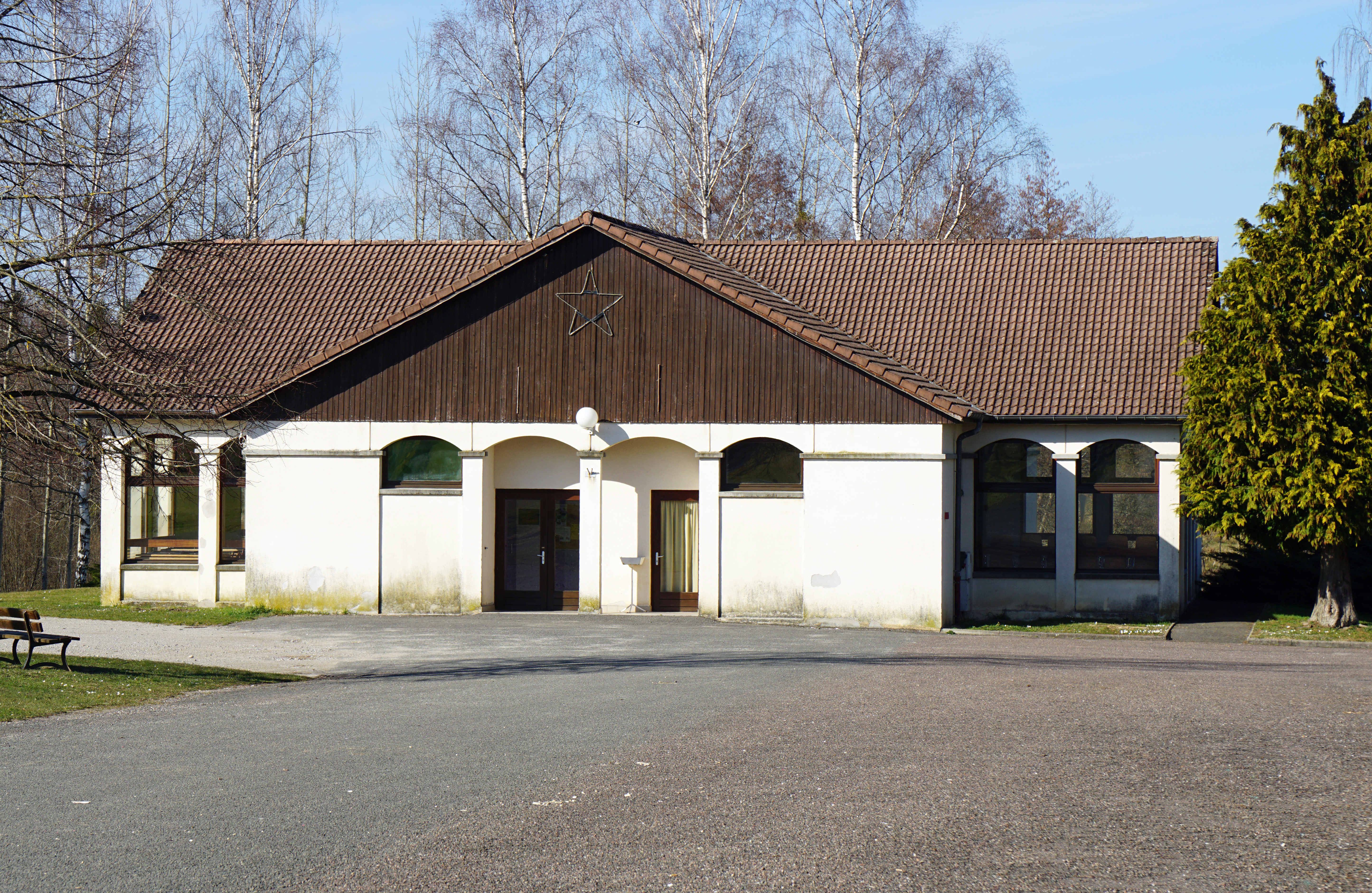
La salle des fêtes.

### Cultes

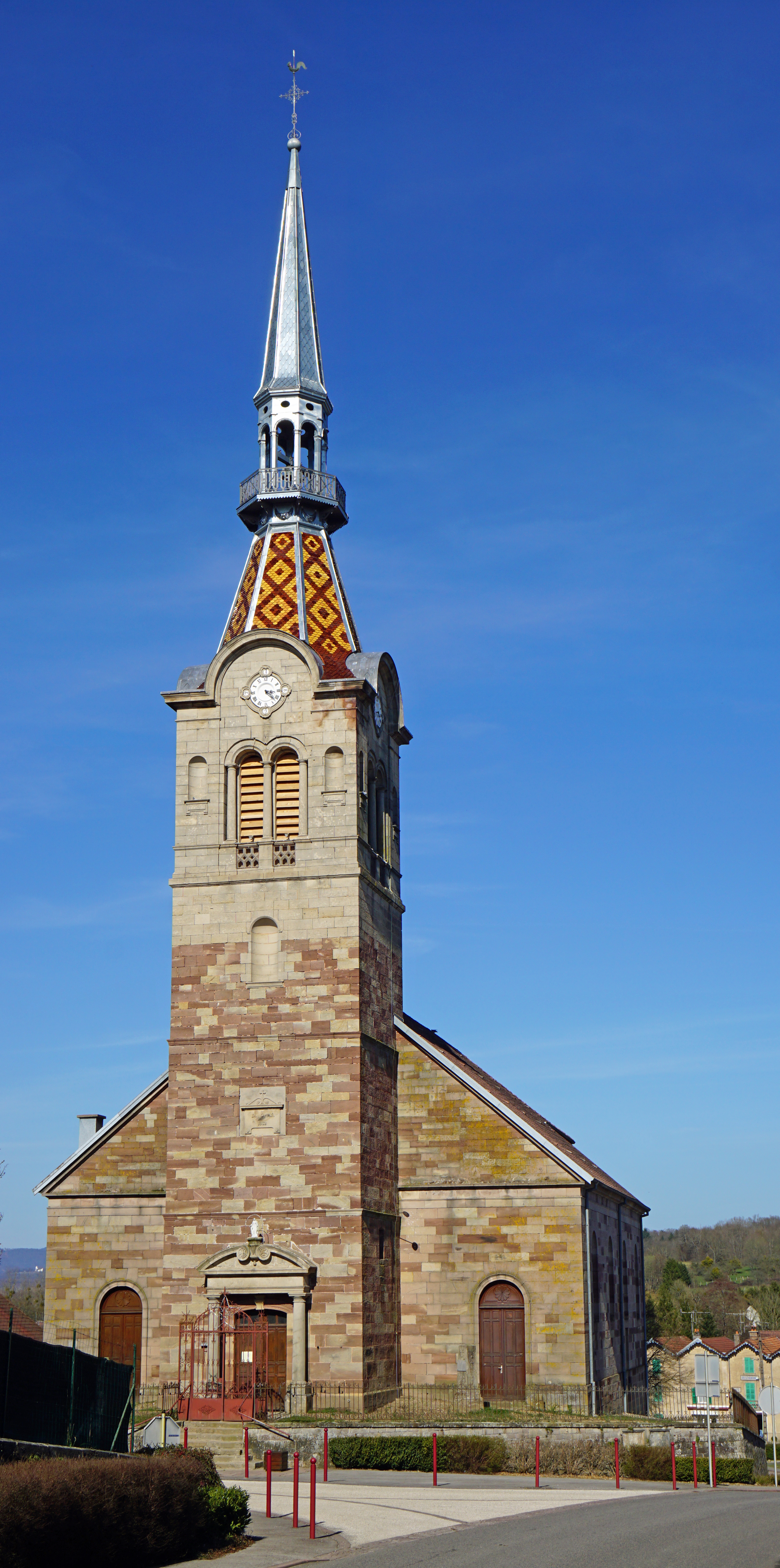
Église Saint-Christophe.

Moffans-et-Vacheresse est au centre de l'unité pastorale d'Athesans-Moffans, faisant partie du doyenné de Lure, qui dépend de l'archidiocèse de Besançon.
Le village dispose d'une église catholique.

### Manifestations culturelles et festivités
Le festival de musique Festimof, créé en 2007, a lieu chaque année fin août.

## Économie
L'activité communale est essentiellement orientée vers l'agriculture (élevages de bovins à lait) et l'exploitation forestière.

Scierie entre Moffans et Vacheresse.
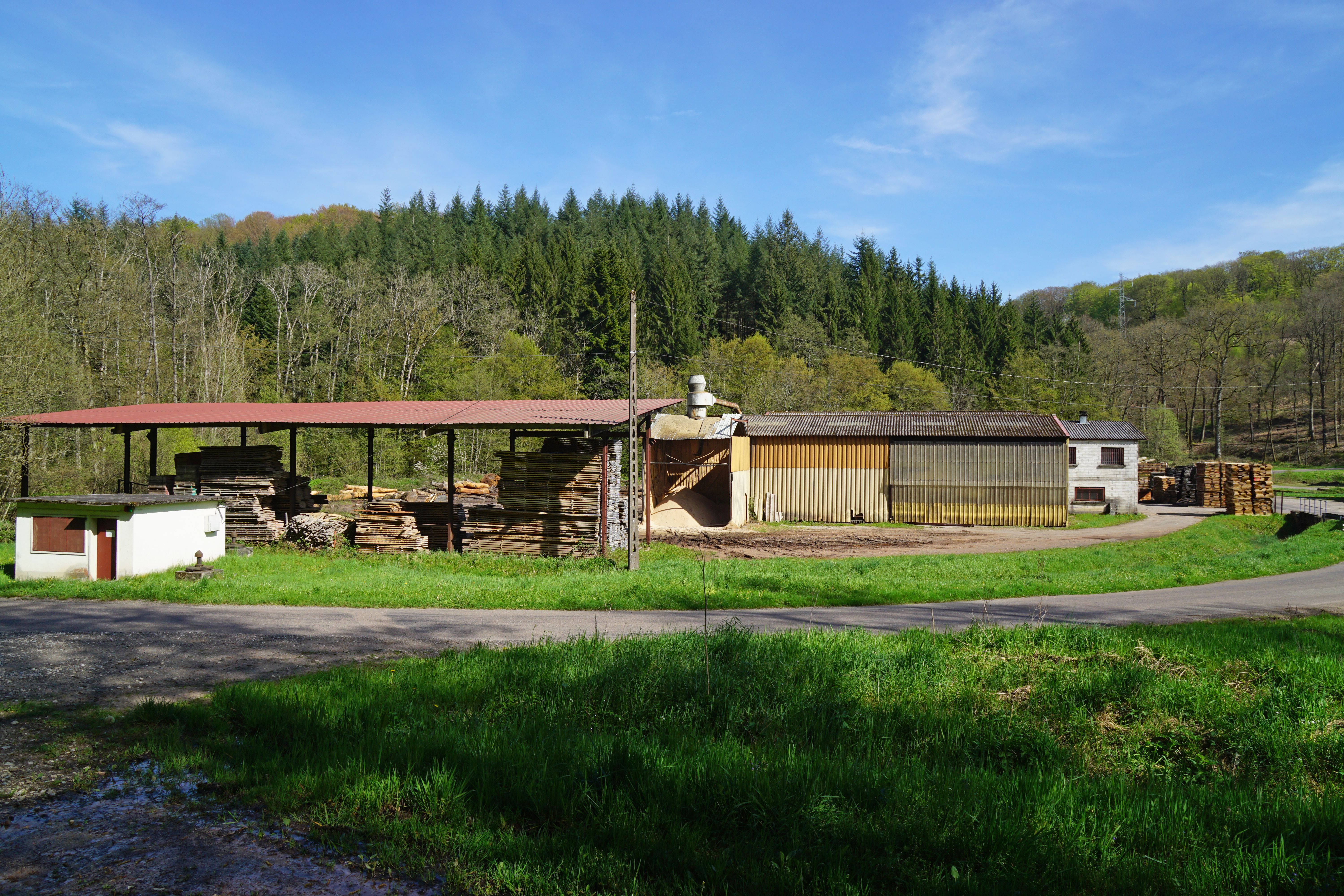
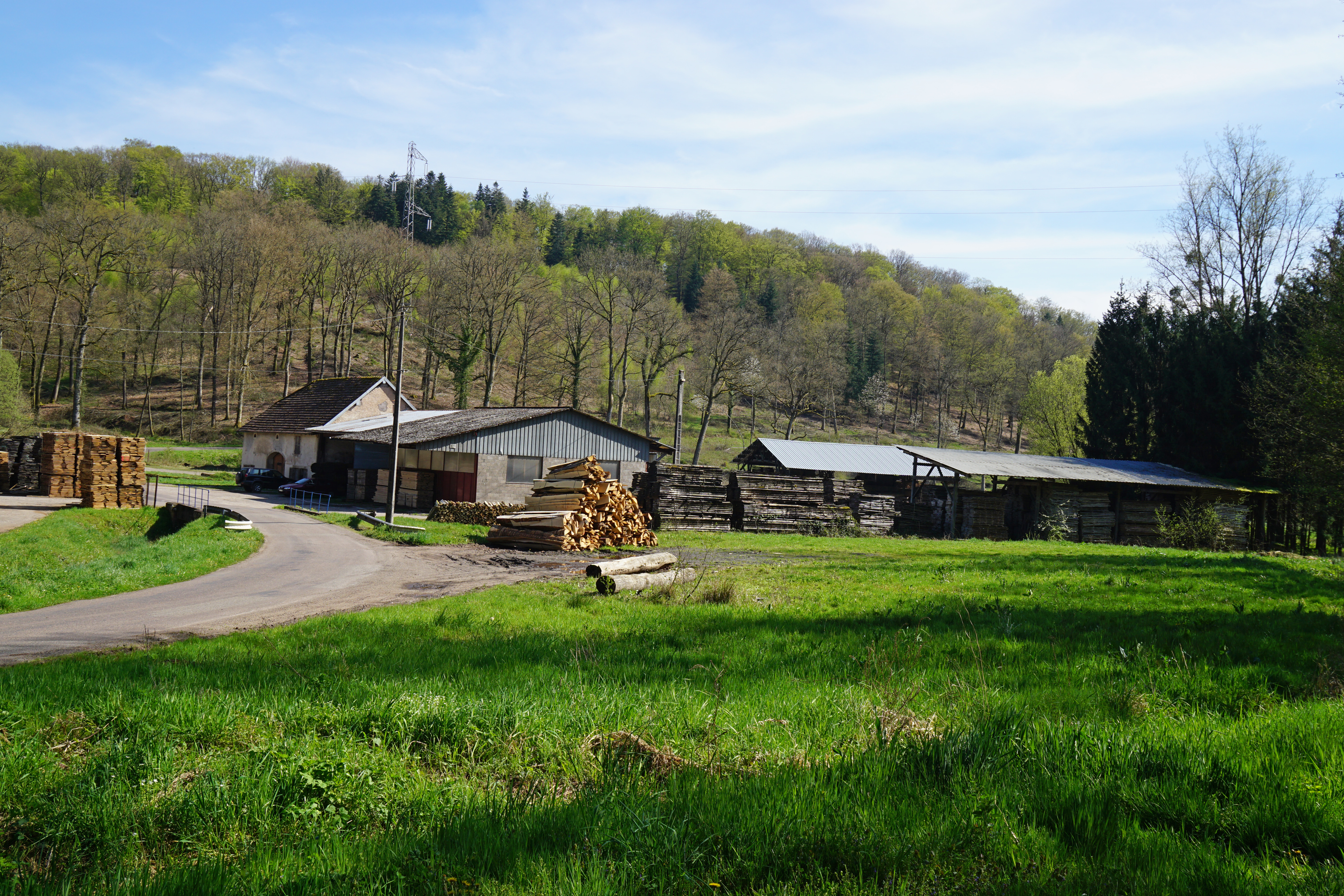

Le village dépendant économiquement des deux centres urbains de Lure et de l'agglomération d'Héricourt-Montbéliard. Ces deux pôles offrent de nombreux emplois et sont rapidement accessibles par la double-voie expresse E 54 passant dans ces axes à proximité de Moffans-et-Vacheresse.

## Culture locale et patrimoine

### Lieux et monuments
L'église sous le patronage de saint Christophe fut reconstruite en grès rose du pays en 1839. Quant à son clocher carré, dont le toit pyramidal est surmonté d'une flèche remarquable dû au talent de l'architecte Grandmougin de Luxeuil, il ne fut construit qu'en 1862. Le clocher a été restauré en 2015.
Une pierre située sur le côté est gravée Marie Lanoir, elle aurait été bienfaitrice de l'édifice.

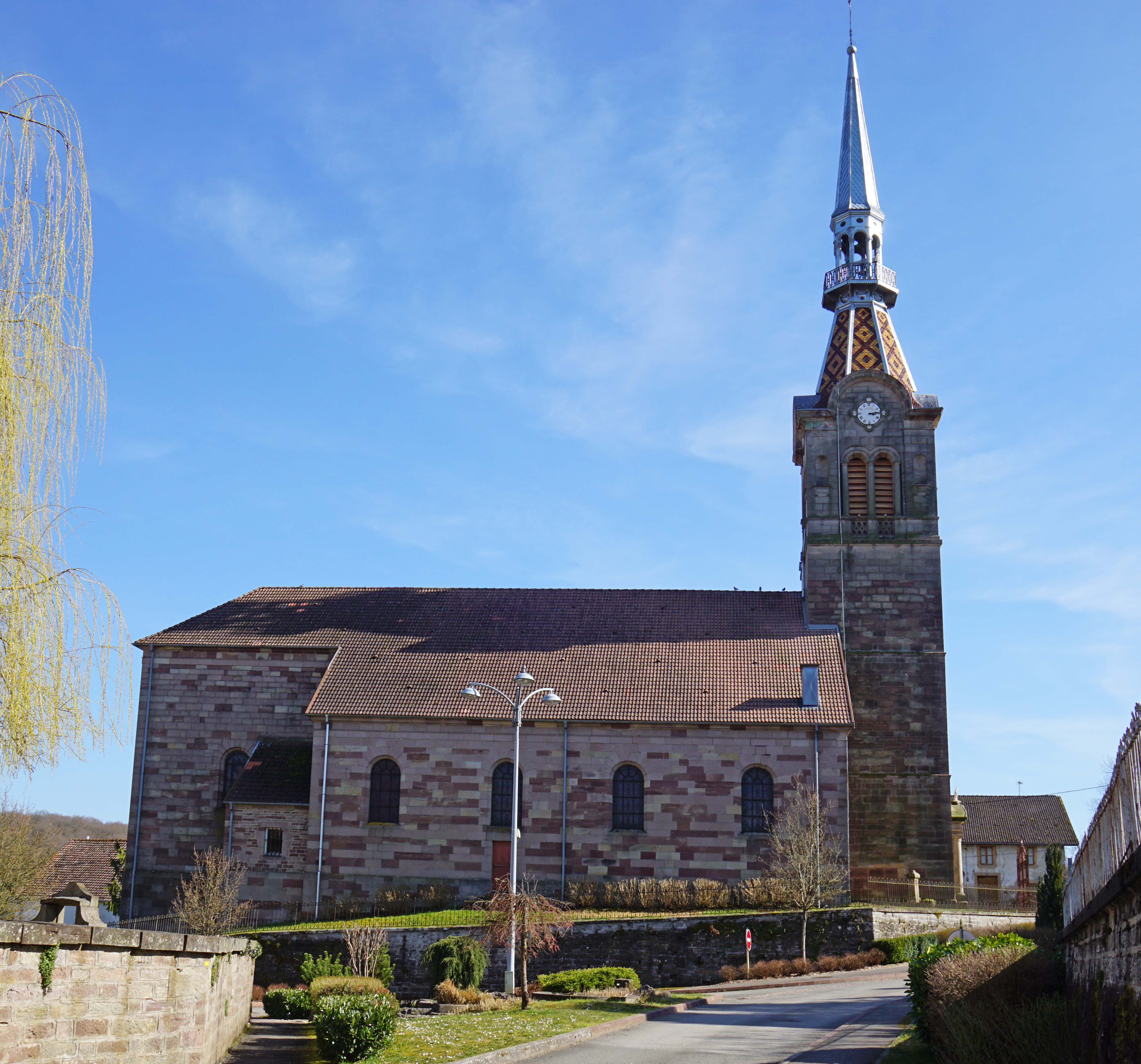
L'église.
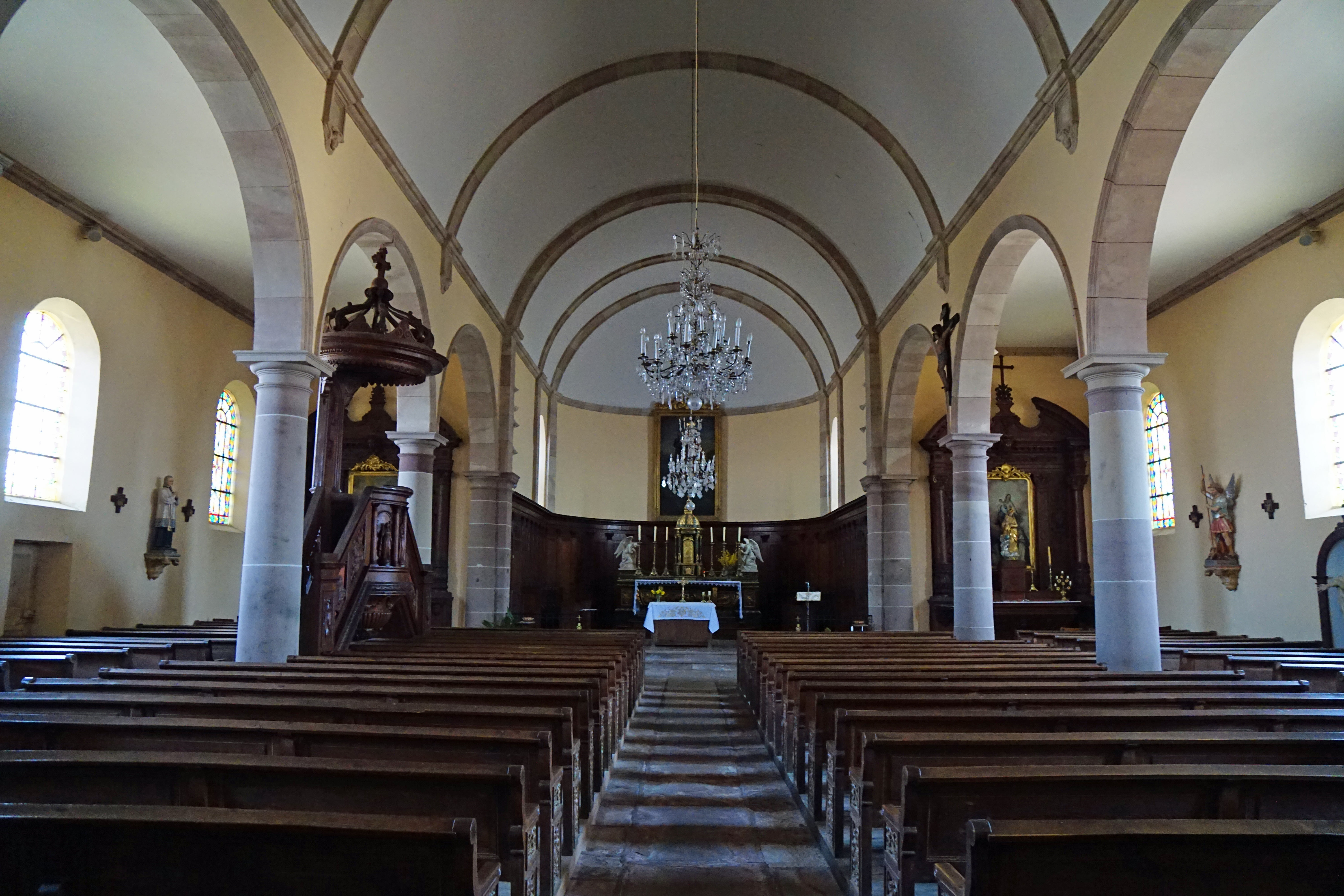
L'intérieur.
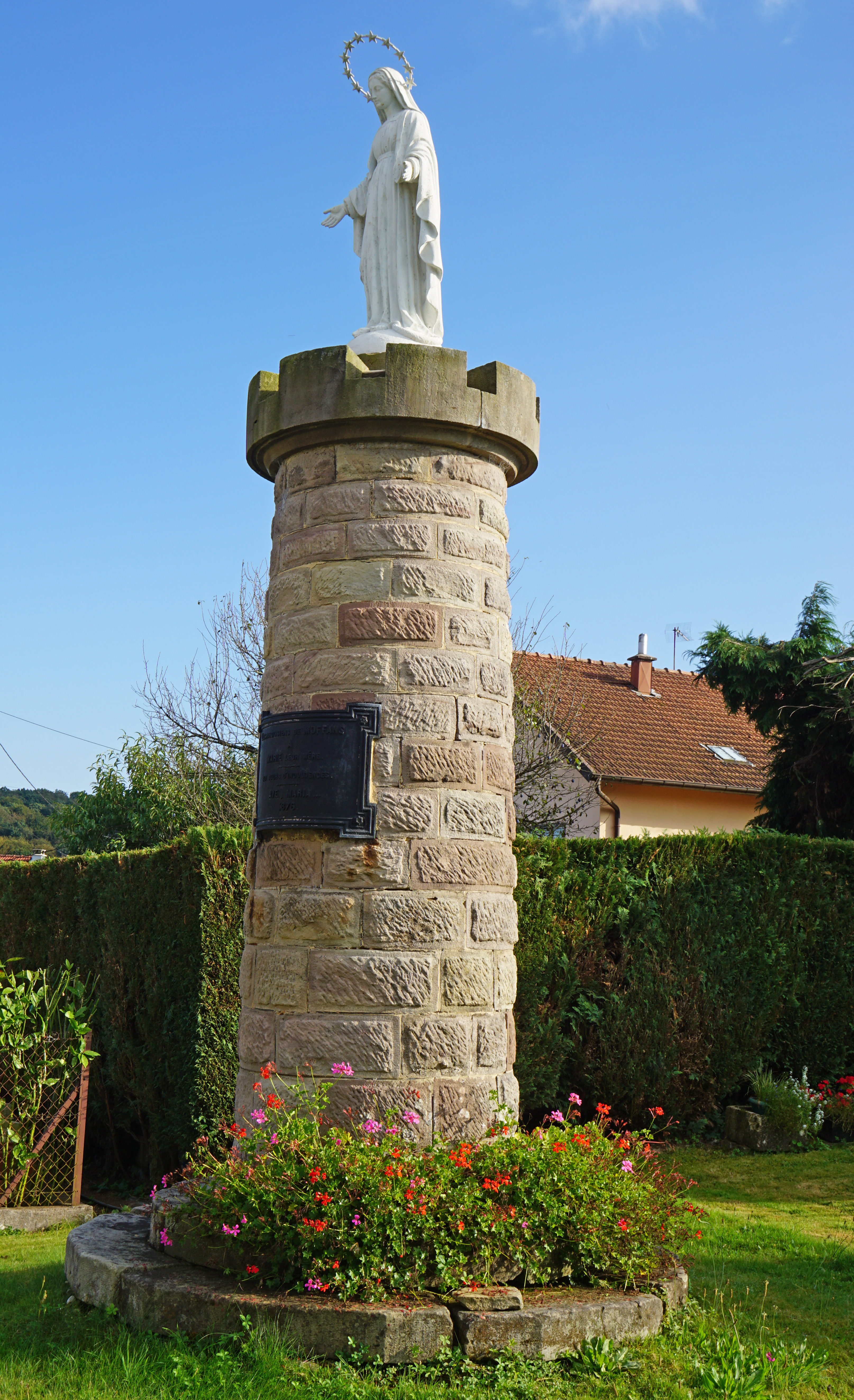
Statue de la Vierge.

Une fontaine sous pavillon et un lavoir à pilastres du XIXe siècle.

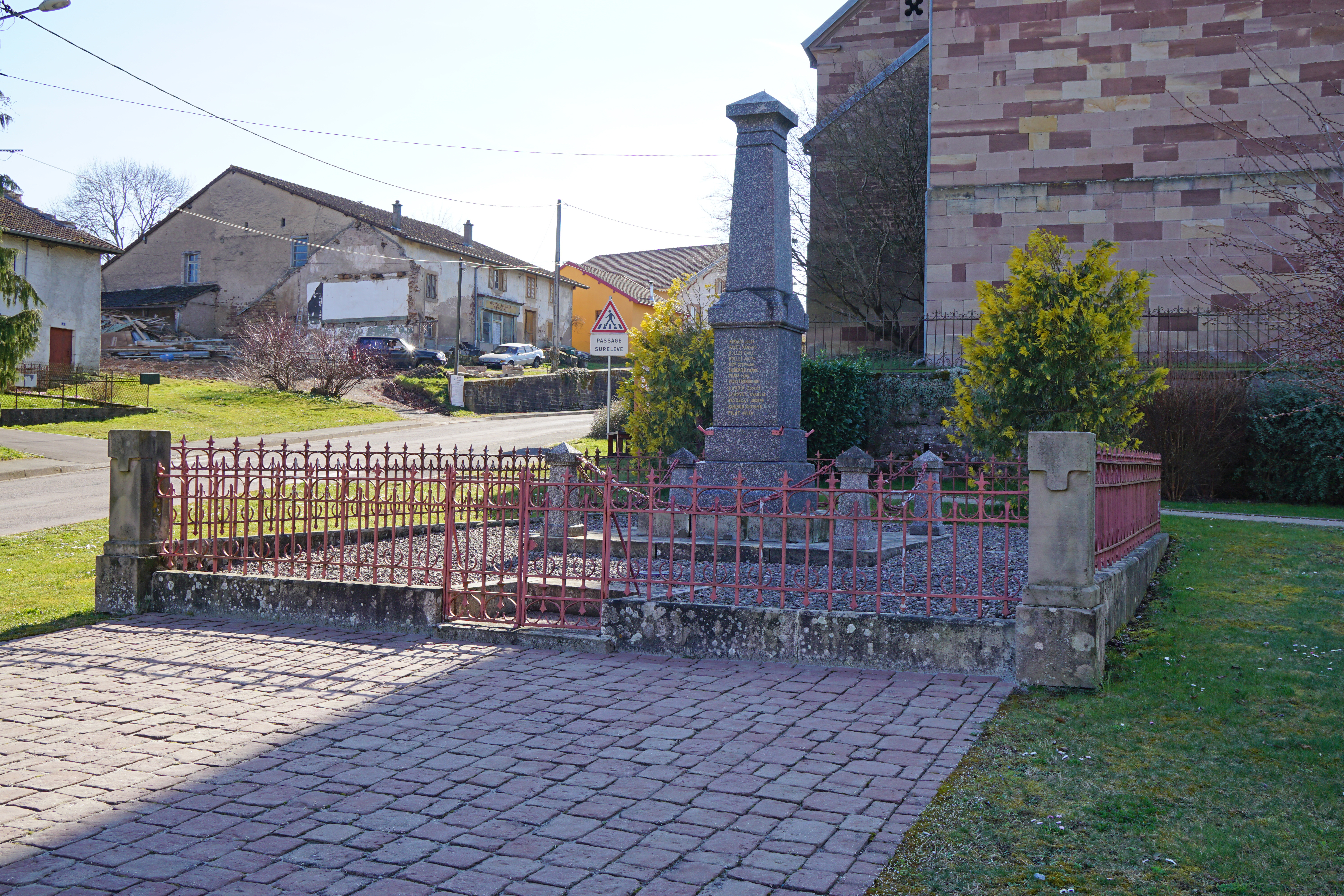
Monument aux morts.
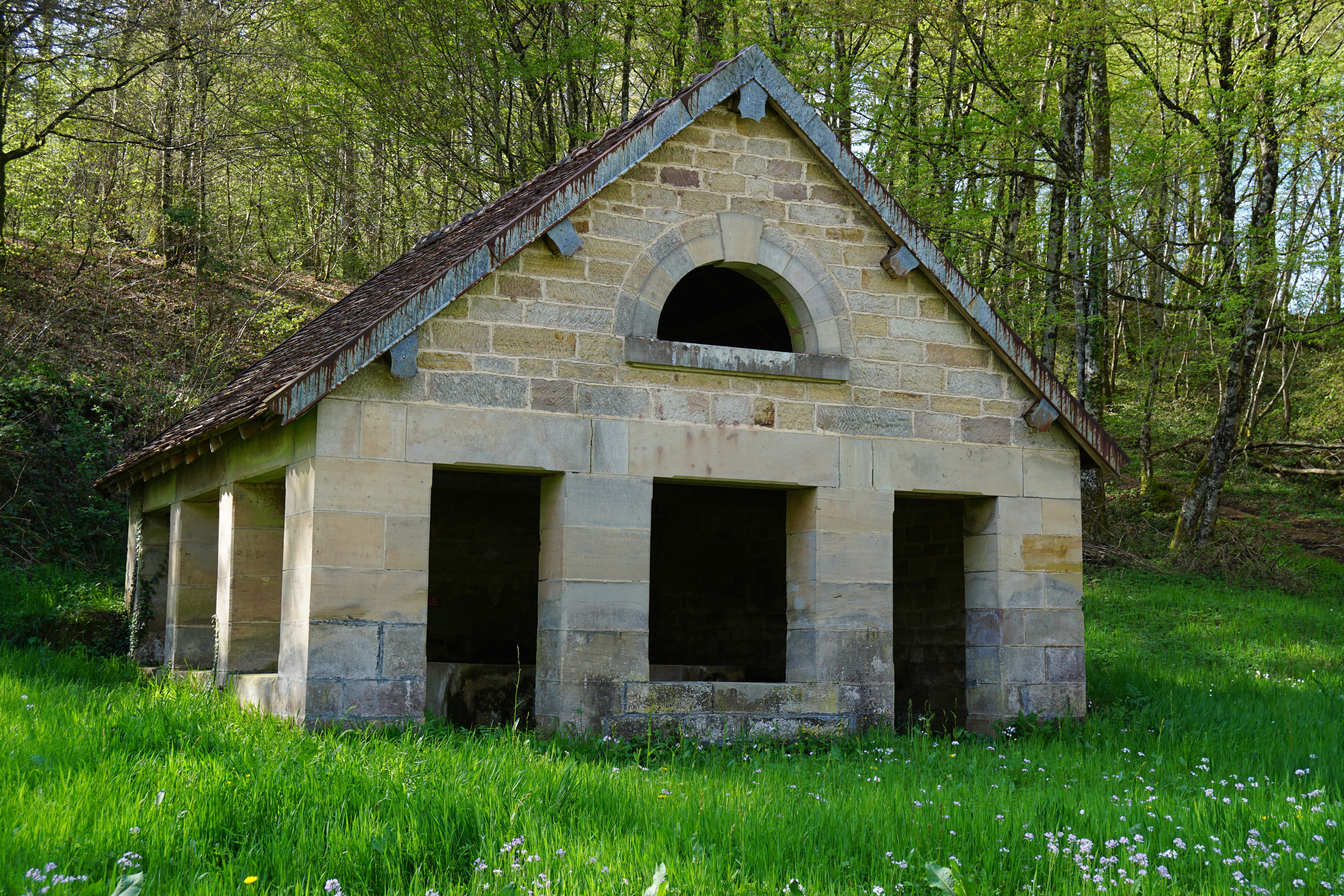
Lavoir à pilastres.
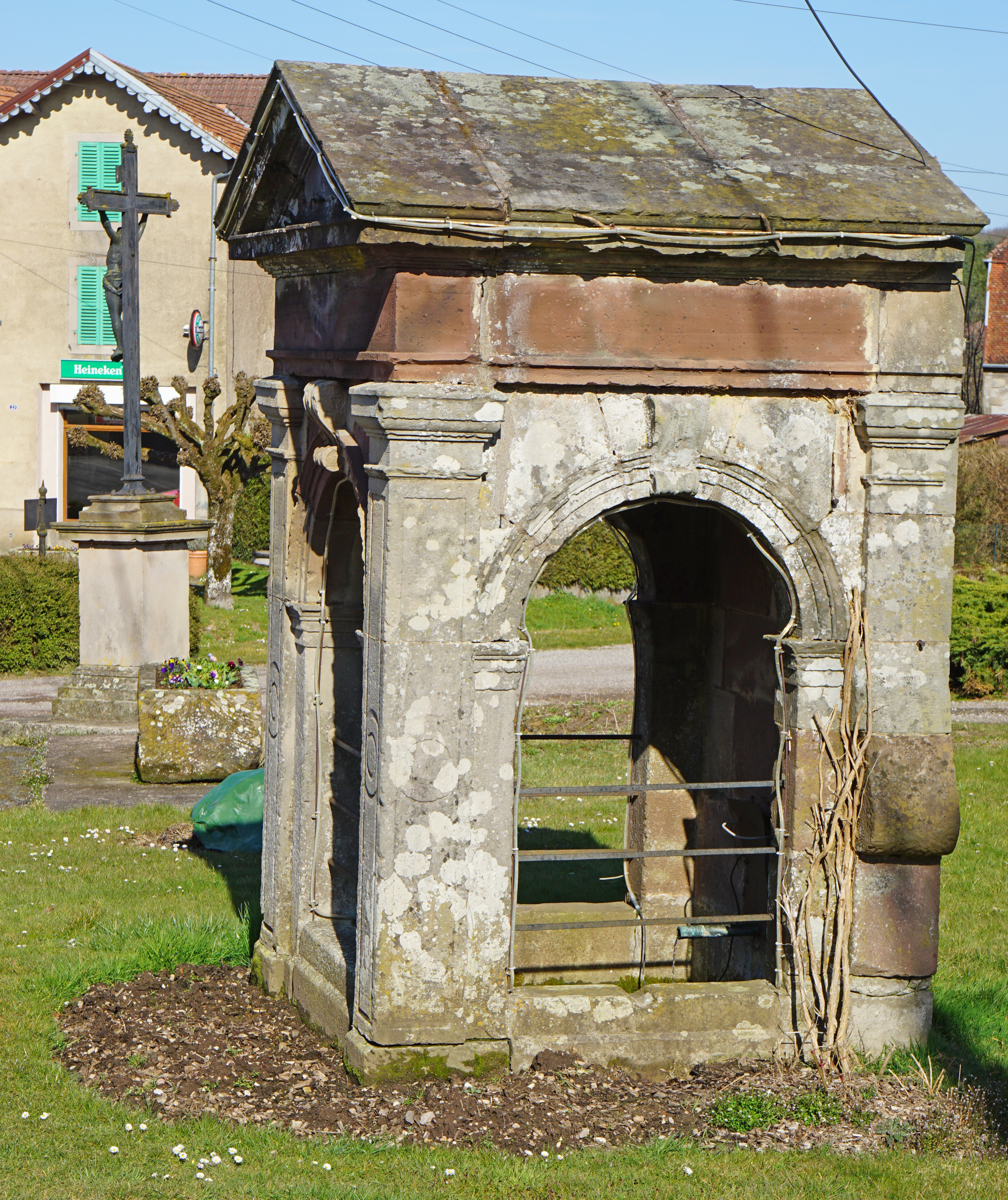
Fontaine sous pavillon.
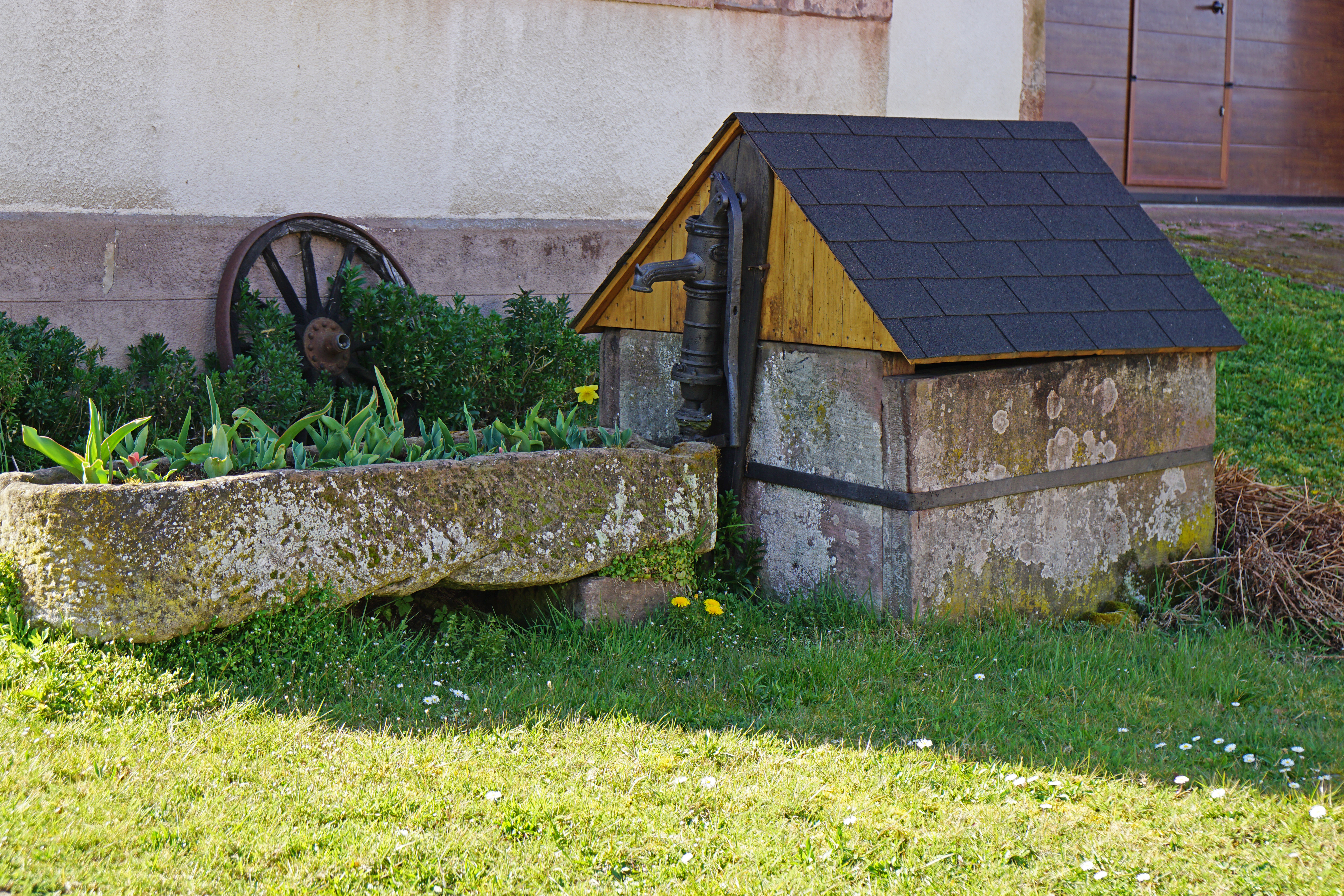
Pompe-fontaine.
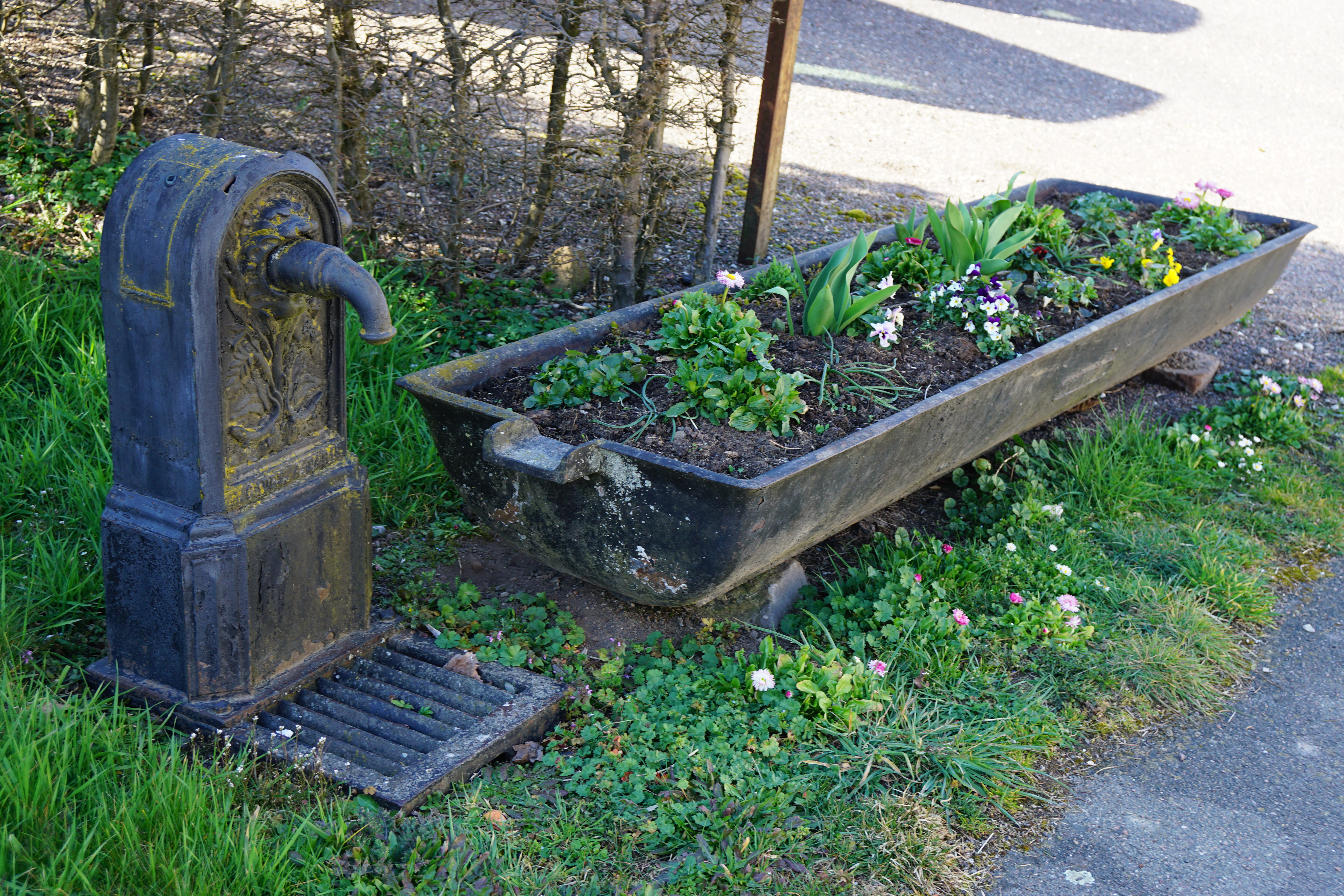
Fontaine et abreuvoir.
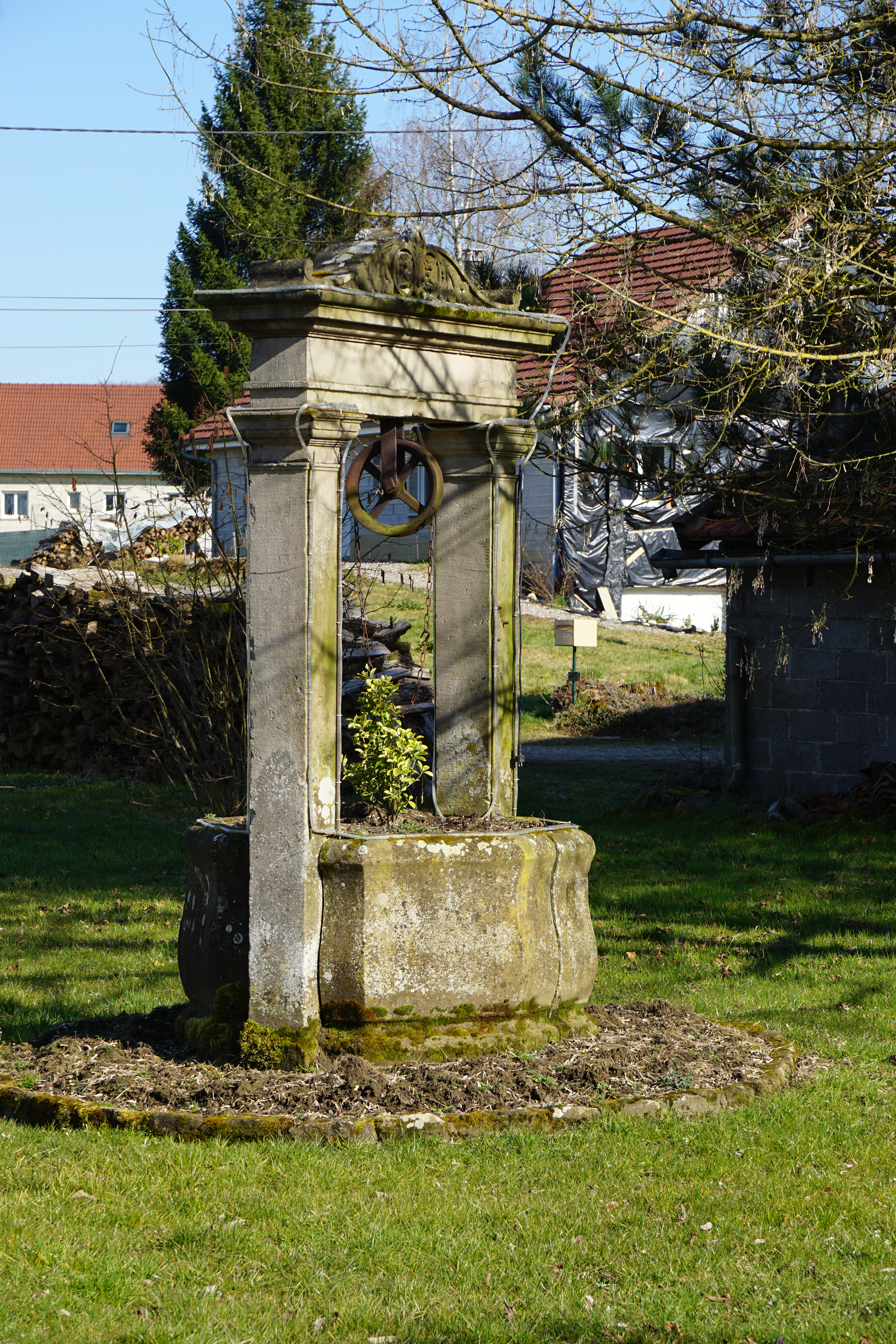
Puits.
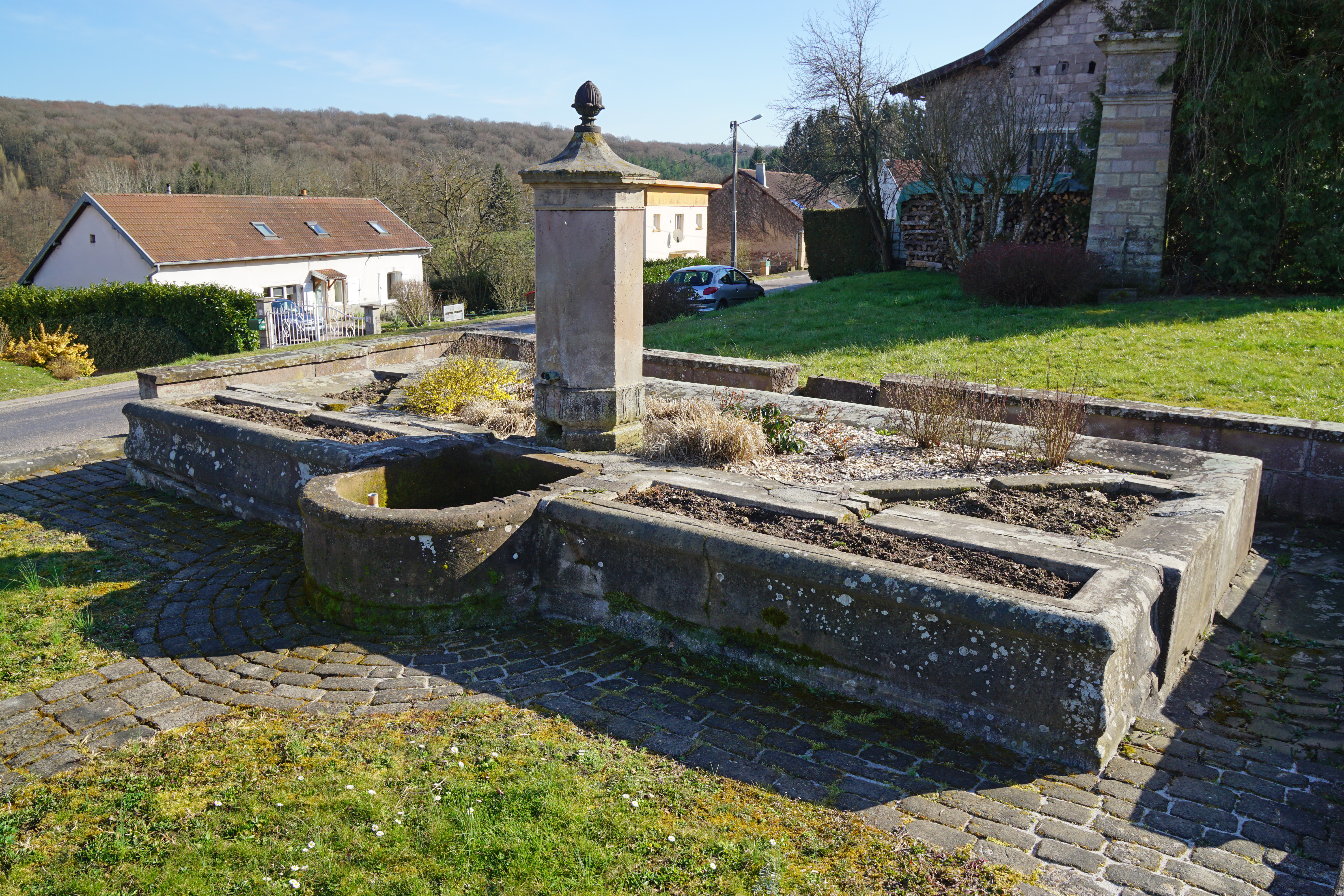
Grande fontaine.

Moffans-et-Vacheresse offre des promenades dans les 680 hectares de forêts communales. Ceux-ci sont d'ailleurs traversés par le sentier de la Sylve (long de 10 km), qui passe également par Frotey-lès-Lure et Vouhenans.
Le très véritable groupe Machin, un groupe de folk rock franc-comtois créé en 1975. Jean-Pierre Robert, Jean-Paul Simonin, Gilles Kusmerück et Tony Carbonare, ayant travaillé avec Hubert-Félix Thiéfaine.

### Héraldique
|  | Les armes de Moffans-et-Vacheresse se blasonnent ainsi : « De sinople au pal d’argent, à la divise vivrée de deux pièces ondées et fleurdelisées en chef, abaissée et brochant sur le pal, de l’un en l’autre, le pal chargé du clocher du lieu de pourpre mouvant de la divise, ajouré du champ et le cadran de même, et accosté de deux feuilles d’or, l’une de chêne à dextre, l’autre de hêtre à senestre ». |